# Militärmusik

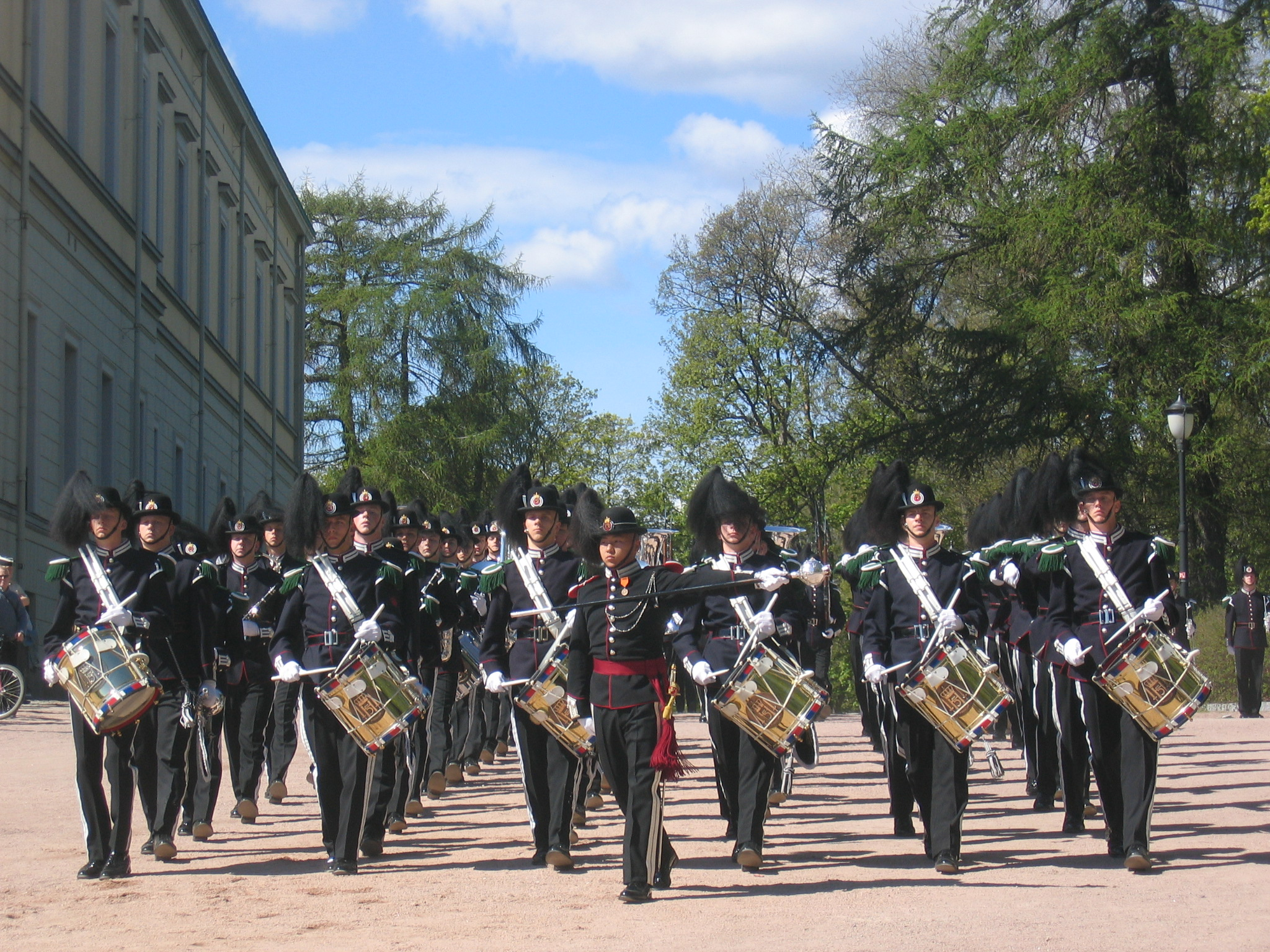
Musikkorps der norwegischen Garde

Als Militärmusik werden musikalische Darbietungen von Soldaten bezeichnet. Neben der oft ausschließlich damit assoziierten Marschmusik umfasst sie ebenfalls feierliche Musik mit manchmal auch religiösem Charakter (Choräle) sowie Unterhaltungs- und Tanzmusik. Auch die Aufführung klassischer Werke aus allen Epochen ist in heutiger Zeit fester Bestandteil der Militärmusik.

## Entwicklung der Militärmusik

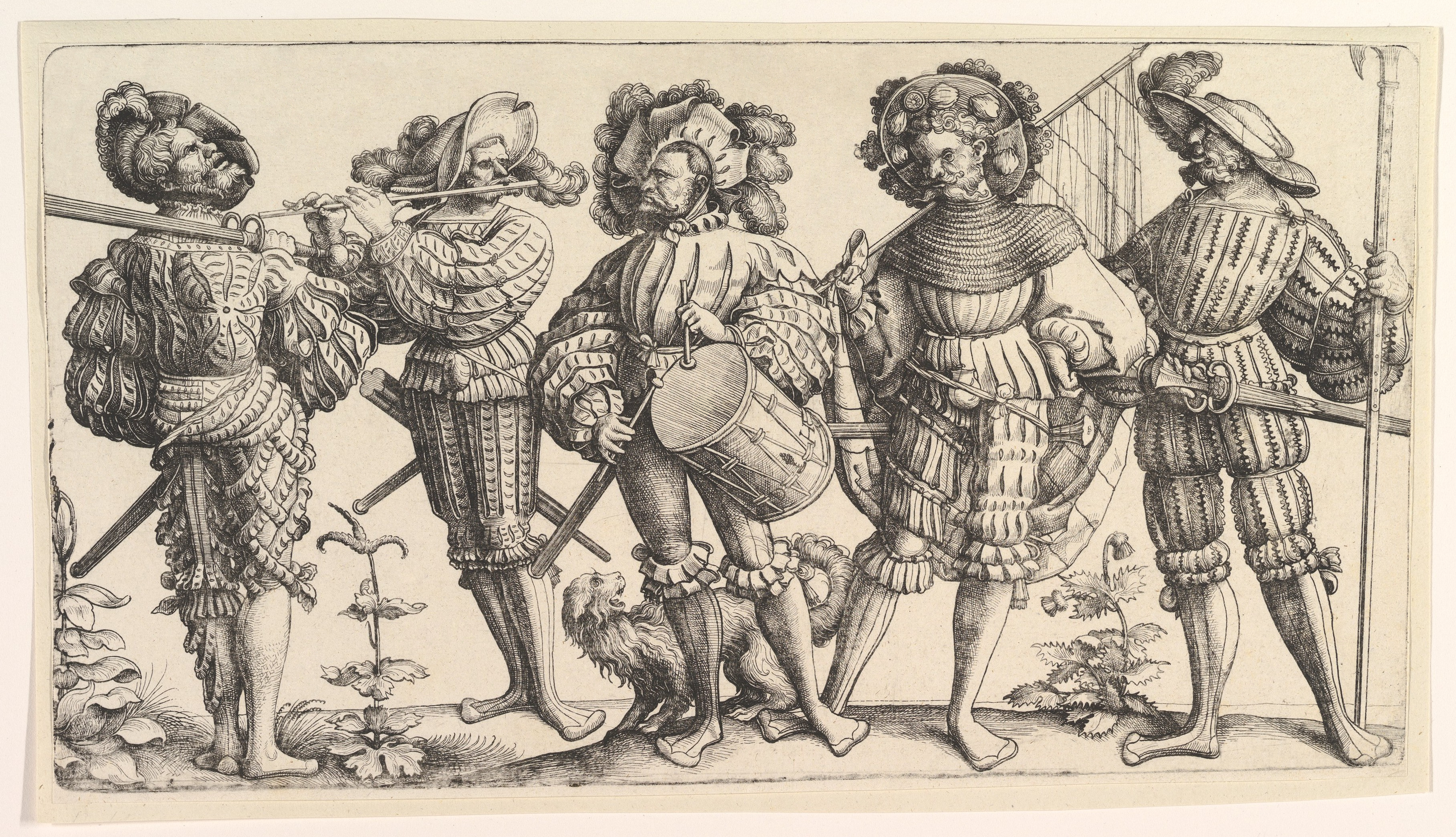
Landsknechte aus der Zeit des 16. Jahrhunderts mit Pfeifer und Trommler (2. und 3.v.l.)

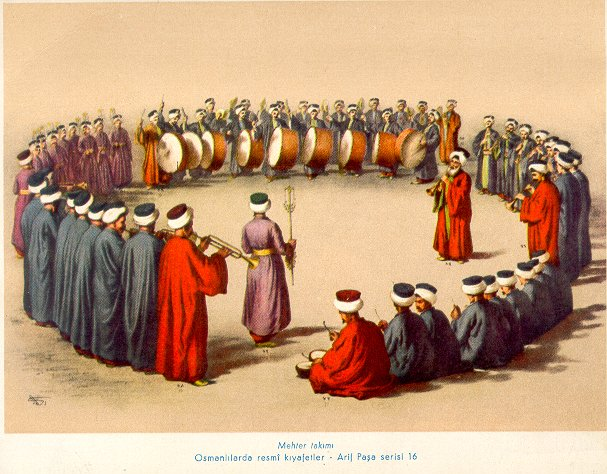
Mehter takımı, Bild von 1839: hinten Mitte davul-Spieler, hinten rechts zurna-Spieler. Links Trompeter mit nafīr, vorne sitzend: paarweise gespielte Bechertrommel nakkare. Der rot gekleidete zurna-Spieler innerhalb des Kreises ist einer der beiden „Kapellmeister“

Die Militärmusik hat sich schon in der Frühzeit der Militärgeschichte entwickelt. Bereits in der Antike waren weithin hörbare Blasinstrumente und Trommeln für den Nahbereich der Truppe als Signal- und Nachrichtenmittel unverzichtbarer Bestandteil der Kriegsführung, mit der Bewegungsbefehle übermittelt wurden. Im Mittelalter entwickelte sich aus der rein für den militärischen Gebrauch entwickelten Signalmusik zur Übermittlung von Befehlen für die Bewegung auf dem Schlachtfeld und das Gefecht ein Bestandteil höfischen Zeremoniells, so wurden z. B. Besucher mit Fanfarenrufen begrüßt, aus denen Rang und Stand erkannt werden konnte.
Etwa ab dem 16. Jahrhundert begann man dann, zwei Hauptgruppen von Militärmusikern zu unterscheiden: Trommler und Pfeifer (das sogenannte Spil) als Musiker der Fußtruppen und die besser gestellten Pauker und Trompeter als Musiker der Kavallerie. Die europäische Militärmusik gewann dann durch den Kontakt mit den Osmanen (Türken) in den Kriegen des 16. und 17. Jahrhunderts (Belagerung von Wien 1683) einen wichtigen Aspekt hinzu.
Neuartige Instrumente wie der Schellenbaum und neue Formen der musikalischen Darbietung (Janitscharenmusik) prägten das heute bekannte Bild der Militärmusik. Auch der Dreißigjährige Krieg bedeutete einen wesentlichen Entwicklungsschritt, da hier die militärische Marschmusik als Erkennungszeichen einzelner Verbände und zur Anfeuerung der Soldaten im Kampf erstmals voll zur Geltung kam. Diese neue Funktion der Militärmusik hängt mit der Einführung des Exerzierens und dem Waffendrill zusammen. Wesentliche Musikinstrumente des 18. Jahrhunderts waren die Trompete, Querflöte und Trommeln, die dazu dienten, den Gleichschritt der in Linienformation marschierenden Infanterie einzuhalten. Bei der leichten Infanterie diente das Horn nur zur Befehlsübermittlung.
Im 19. Jahrhundert wurde die Militärmusik nochmals weiterentwickelt, vor allem wurden die Besetzungen der Militärorchester, die Professionalisierung der Musiker und die Ausweitung des Repertoires vorangetrieben. Viele Militärkapellen konnten im Ballsaal oder in kleineren Räumen auch als Streichorchester auftreten. Es wurde üblich, dass Violinisten auch Saxophon spielten. So machten die Militärkapellen den Tanzkapellen zunehmend Konkurrenz. Während Johann Strauß Sohn seit Mitte des 19. Jahrhunderts noch ganz unabhängig von der Militärmusik agierte, begann Franz Lehár am Ende des 19. Jahrhunderts seine Laufbahn in der Militärmusik.
In heutiger Zeit ist die Militärmusik neben ihrer klassischen Rolle zur Untermalung militärischen Zeremoniells auch wesentlicher Bestandteil der Öffentlichkeitsarbeit moderner Streitkräfte. Konzerte und Tourneen im In- und Ausland mit unterschiedlichem Repertoire belegen die Vielfältigkeit der Musiker. So treten Musikkorps nicht mehr nur als Blasorchester in Marschformation, sondern auch in sinfonischer oder Big-Band-Besetzung auf und spiegeln damit den Einfluss der 1970er Jahre wider.

## Militärische Marschmusik

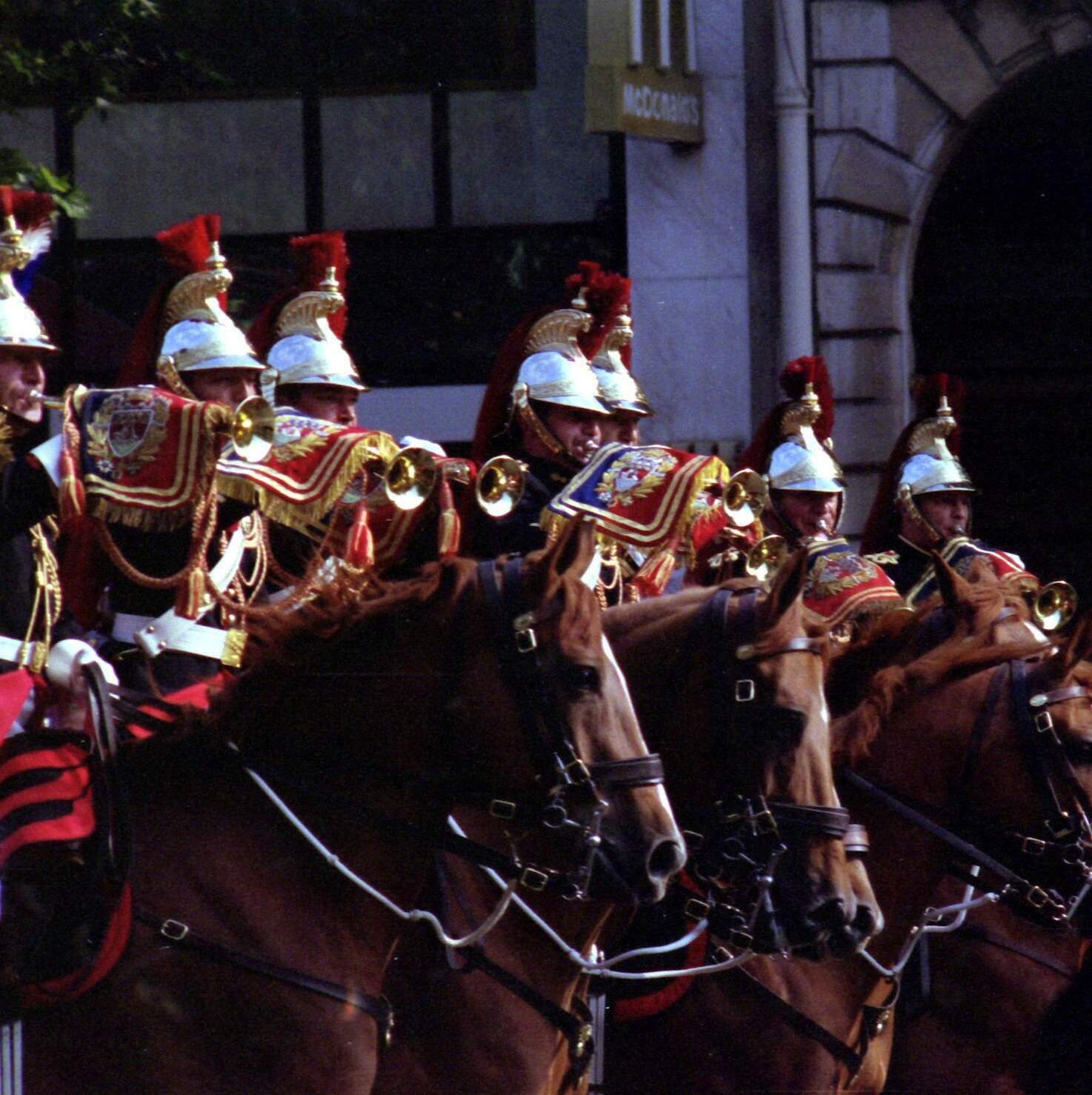
Kavalleriemusikkorps der französischen Garde républicaine

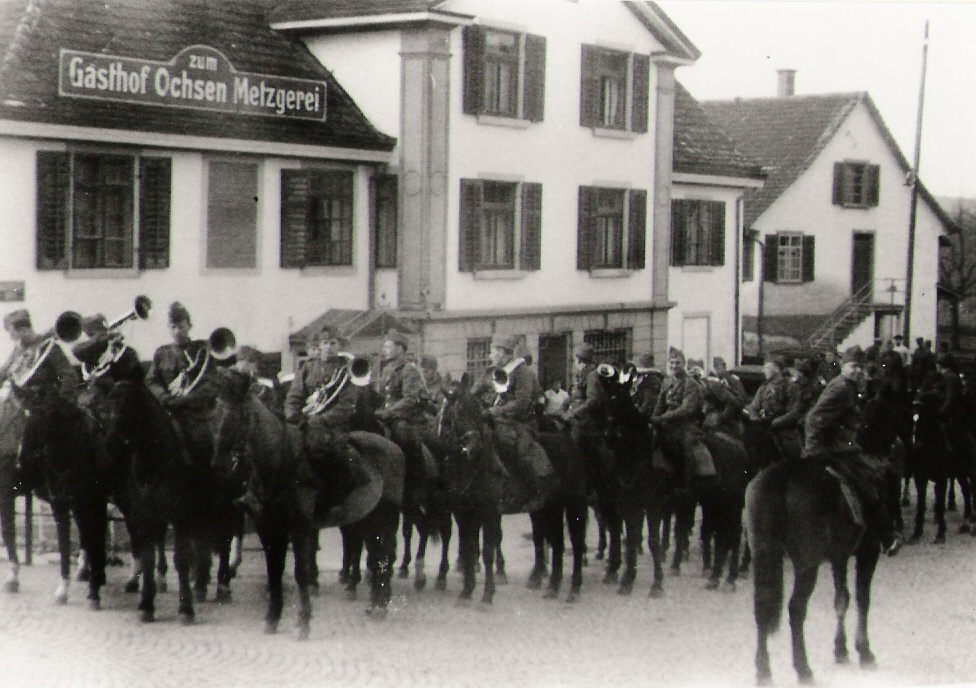
Kavalleriemusik der Schweizer Armee 1937

Diese traditionelle Domäne der Militärmusik dient heute vor allem als Element der Traditionspflege zur Erhaltung der Musikkultur des Marsches und ist in Deutschland und Österreich besonders ausgeprägt. Allgemein verfügt jeder Verband einer Armee über einen Truppenmarsch, der meist aufgrund seiner Entstehungsgeschichte oder seines Titels die Geschichte des Verbandes symbolisiert. In modernen Armeen sind diese Grenzen aber fließend, oft werden heute Märsche wahllos als Traditionsmärsche an neu aufgestellte Truppenteile vergeben.
Man unterscheidet vor allem:
- Infanteriemärsche (meist im Alla Breve-Takt/4/4-Takt, Verwendung kleiner Trommeln, Pfeifen und Trompeten)
- Kavalleriemärsche (meist im 6/8-Takt, Verwendung von Pauken und Fanfaren)

Seit dem späten 19. Jahrhundert findet zunehmend ein internationaler Austausch von Marschkompositionen statt. So wurden z. B. deutsche Märsche unter neuem Titel in Großbritannien und den USA populär. Eines der bekanntesten Beispiele dafür ist Hermann Ludwig Blankenburgs Marsch Abschied der Gladiatoren, der unter dem Titel Farewell of the Gladiators zu den bekanntesten Militärmärschen in Großbritannien zählt. Entsprechend beeinflussten auch die Europatourneen des amerikanischen „Marschkönigs“ John Philip Sousa zu Beginn des 20. Jahrhunderts europäische Komponisten (Julius Fučík: Uncle-Teddy-Marsch). Auch für einige von Sousas Werken wurden offizielle deutsche Übersetzungen gefunden (Stars and Stripes forever wurde zu Unter dem Sternenbanner).
Die bis zum Ersten Weltkrieg noch geläufige Differenzierung bei Infanteriemärschen zwischen Avancier-, Defilier- und Sturmmärschen, die sich im Tempo unterschieden, ist heute durch die Angleichung aller Tempi an eine allgemeine Marschgeschwindigkeit hinfällig geworden.
Wichtiger Bestandteil der militärischen Marschmusik sind auch die sog. Spielmannszüge, die aus kleinen Trommeln und Querpfeifen (Piccoloflöten) bestehen. Ihre rhythmische Führung obliegt nicht dem Dirigenten des Musikkorps, sondern einem sogenannten Tambourmajor mit seinem charakteristischen Tambourstab (Küs). Insbesondere bei Auftritten bei militärischen Anlässen (Großer Zapfenstreich, Vorbeimärsche) werden solche Spielmannszüge an das marschierende Musikkorps angeschlossen. Sie können aber auch auf sich allein gestellt eingesetzt werden.
Ihre Aufgabe liegt neben der rhythmischen Untermalung des Musikkorps vor allem im Schlagen des sog. Generalmarsches. Dieser nur von den Trommlern intonierte Marsch dient beim Marschieren ohne „klingendes Spiel“ (d. h. bei schweigendem Musikkorps) als Takthilfe für die Truppe. Die Generalmärsche sind in vielen Ländern unterschiedlich, in Europa besonders charakteristisch sind der deutsche, der österreichische und der französische Generalmarsch. Den Übergang vom Generalmarsch zum klingenden Spiel (in Deutschland mit dem sog. Lockmarsch verbunden) ordnet der Dirigent des Musikkorps durch Zeichen mit dem Taktstock an.

## Militärmusik außerhalb der Marschmusik

### Feierliche und religiöse Musik

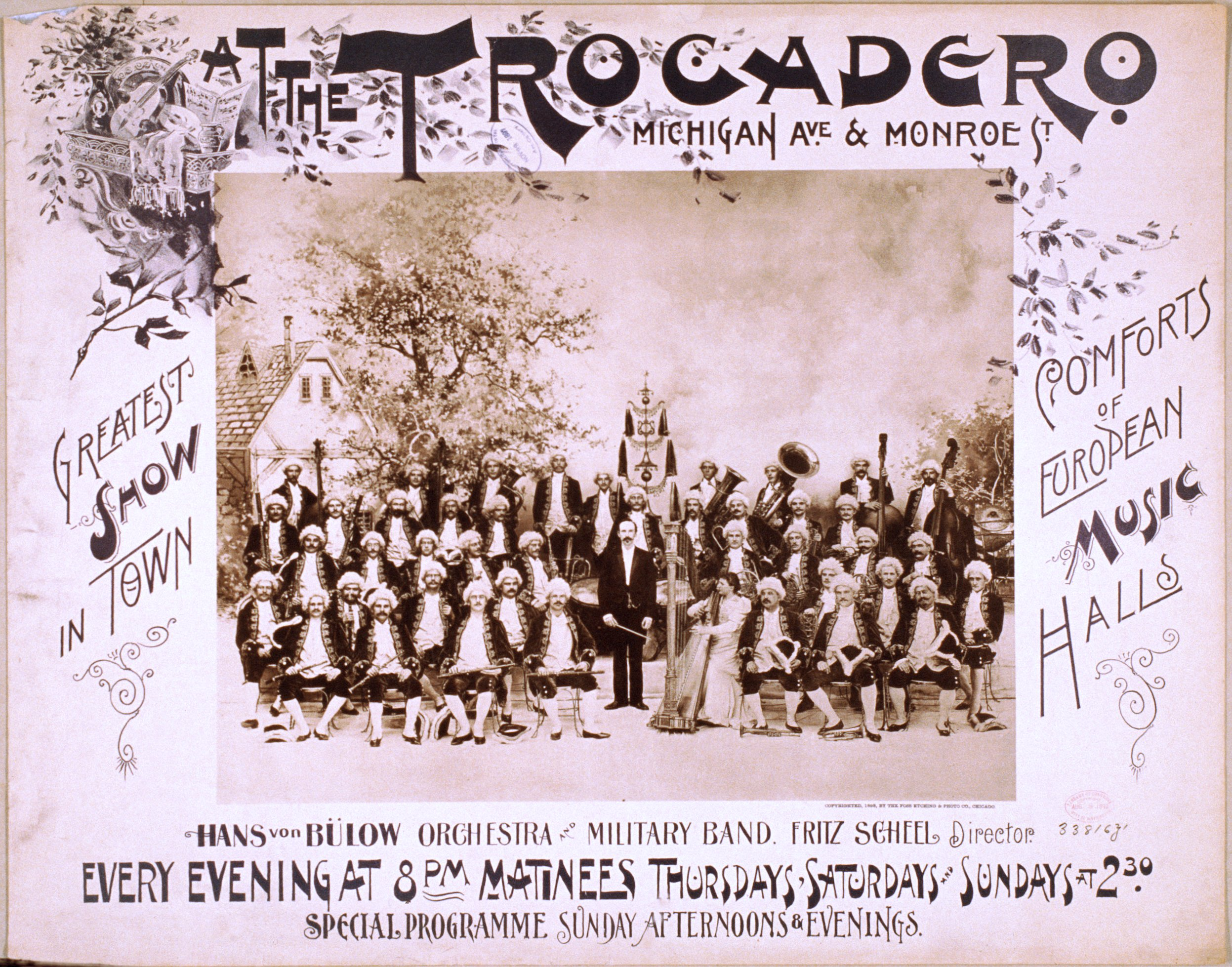
Hans von Bülow als Leiter eines Militärorchesters während einer USA-Tournee im 19. Jahrhundert

Neben der Marschmusik gehört vor allem das Aufführen feierlicher getragener Musikstücke zum festen Bestandteil militärischen Zeremoniells (zum Beispiel bei Gelöbnissen oder beim Großen Zapfenstreich). Dabei handelt es sich vor allem um oft mit religiösen Texten unterlegte Choräle aus Zeiten, in denen das morgend- bzw. abendliche Gebet der Soldaten noch zum regulären Dienstbetrieb gehörte. Heute wird das Spielen dieser Stücke nicht mehr als Aufforderung, sondern nur noch als Gelegenheit zum Gebet für alle Konfessionen betrachtet. Dieser Punkt ist oft ein Grund für die Forderungen linker Gruppierungen, solche Art Musik aus dem militärischen Zeremoniell zu entfernen, da sie als Beeinflussung der Glaubensfreiheit aufgefasst wird. In der Tradition deutscher Militärmusik erhalten haben sich vor allem drei Werke aus dieser Gattung:
- Altniederländisches Dankgebet von Adrianus Valerius
- Ich bete an die Macht der Liebe von Dmytro Bortnjanskyj
- Bayerisches Militärgebet von Johann Kaspar Aiblinger

Dazu kommt beim Großen Ehrengeleit ein Trauerchoral, häufig
- Jesus, meine Zuversicht von Johann Crüger

### Marschgesang
Lieder, die auch ohne instrumentale Begleitung von (meist marschierenden) Soldaten gesungen werden, nennt man Marschgesänge oder auch Marschlieder. Bei den Singmelodien handelt es sich dabei oft um die Trios bekannter Militärmärsche, es entstand aber auch eine Vielzahl eigenständiger Melodien. In Deutschland bekannte Marschlieder sind z. B.:
- Erika (Auf der Heide blüht ein kleines Blümelein)
- Westerwaldlied
- Wildgänse rauschen durch die Nacht

Sinn und Zweck dieser Gesänge war es, den Soldaten durch die musikalische Ablenkung das Marschieren zu erleichtern, wenn kein Musikkorps diese Aufgabe übernehmen konnte (z. B. im Fronteinsatz oder bei längeren Manövern außerhalb der Heimatgarnisonen). In modernen vollmotorisierten Streitkräften, in denen Fußmärsche kaum noch eine Rolle spielen, werden Marschgesänge vor allem während der Formalausbildung verwendet, um durch den Marschtakt den Rekruten das Einüben des Gleichschritts zu erleichtern.

### Unterhaltungsmusik
Ohne moderne Massenmedien zur Verbreitung von Unterhaltungsmusik gehörten die Auftritte von Militärmusiken in Gaststätten, Parks oder an anderen öffentlichen Plätzen bis weit in die 1930er Jahre zu den wenigen Möglichkeiten, bei denen auch einfache Leute Zugang zu qualitativ gut gespielter Musik aus allen Stilrichtungen finden konnten, aber auch gehobene Stände begeisterten sich für die öffentlichen Konzerte. Neben Tanzmusik wie Walzer oder Polkas gehörten dann auch Schlager und klassische Werke zum Repertoire der Kapellen.
Musikhistorisch interessant ist dabei, dass über die Besetzungen der Militärkapellen und ihrer jeweils entsprechenden Partituren auch zivile Musikgruppen beeinflusst wurden. Die Verbreitung von Instrumenten wie Sousaphon oder Saxophon sind solchen Phänomenen zuzuschreiben. Heutzutage ist diese Art von Auftritten kaum mehr von breitem Interesse, wenngleich sich Musikkorps zunehmend bemühen, moderne Unterhaltungsmusik in ihr Repertoire aufzunehmen.

## Militärmusik international

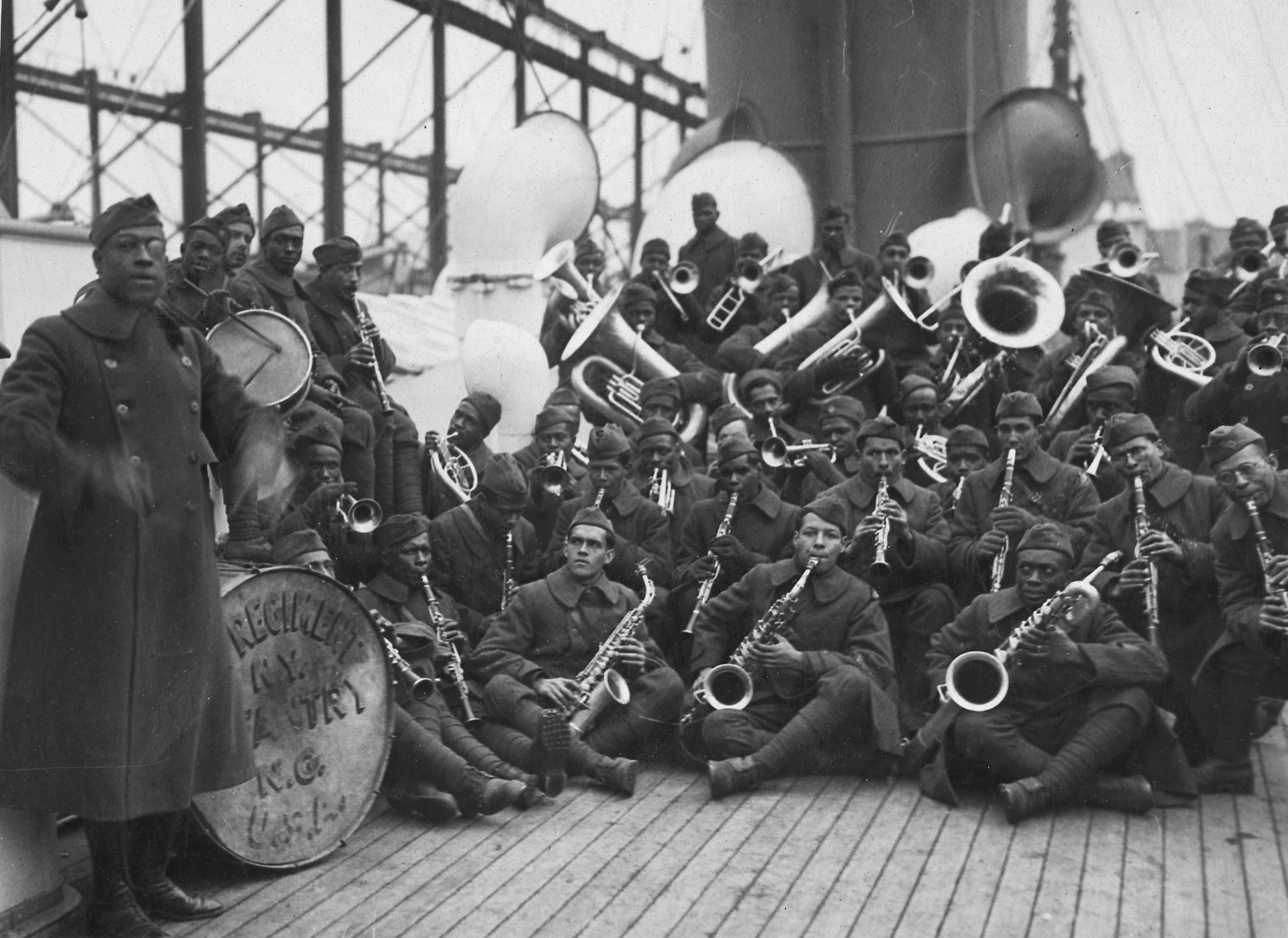
James Reese Europe mit der afroamerikanischen Hellfighters Band des 369. Infanterie-Regiments der USA auf der Rückreise von Europa (1919)

Aufgrund der gleichen militärischen Notwendigkeiten entstanden im Laufe der Zeit in allen Armeen der Welt Militärmusiken, die sich aber aufgrund unterschiedlicher kultureller und historischer Gegebenheiten teils erheblich voneinander unterscheiden.
In der Militärmusik Europas waren bzw. sind insbesondere die preußische (deutsche), österreichische und russische von großer Bedeutung. Diese Staaten entwickelten eine besondere Vielfalt an Stücken, die speziell für Militärorchester komponiert wurden. Aufgrund der Tatsache, dass auch klassische Komponisten Werke für Militärmusik verfassten oder Einfluss auf Militärmusiker nahmen, sind diese Schöpfungen meist auch von hoher musikalischer Qualität.
Ebenfalls bedeutend ist die Militärmusik Frankreichs und Englands. In Frankreich fand die Militärmusik aufgrund der frühen Zentralisierung des Landes und des Aufbaus einer stehenden Armee ab 1650 schnell zu einer straffen Organisation und entwickelte sich etwa zeitgleich mit der unten geschilderten Besetzung der preußischen Musiken weiter. Französische Militärmusik hat sich bis heute einen harten fanfarenmäßigen Stil, der durch die Besonderheit des französischen Generalmarsches noch unterstrichen wird, erhalten. In England spielte von jeher die klassische Musik in der Militärmusik eine bedeutende Rolle, meist wurden fachferne Stücke einfach übernommen und für die Besetzungen der Militärmusik umgeschrieben. Insbesondere die Werke Georg Friedrich Händels spielen bis heute eine sehr bedeutende Rolle. Ihr Stil ist eher weich und melodisch gehalten.

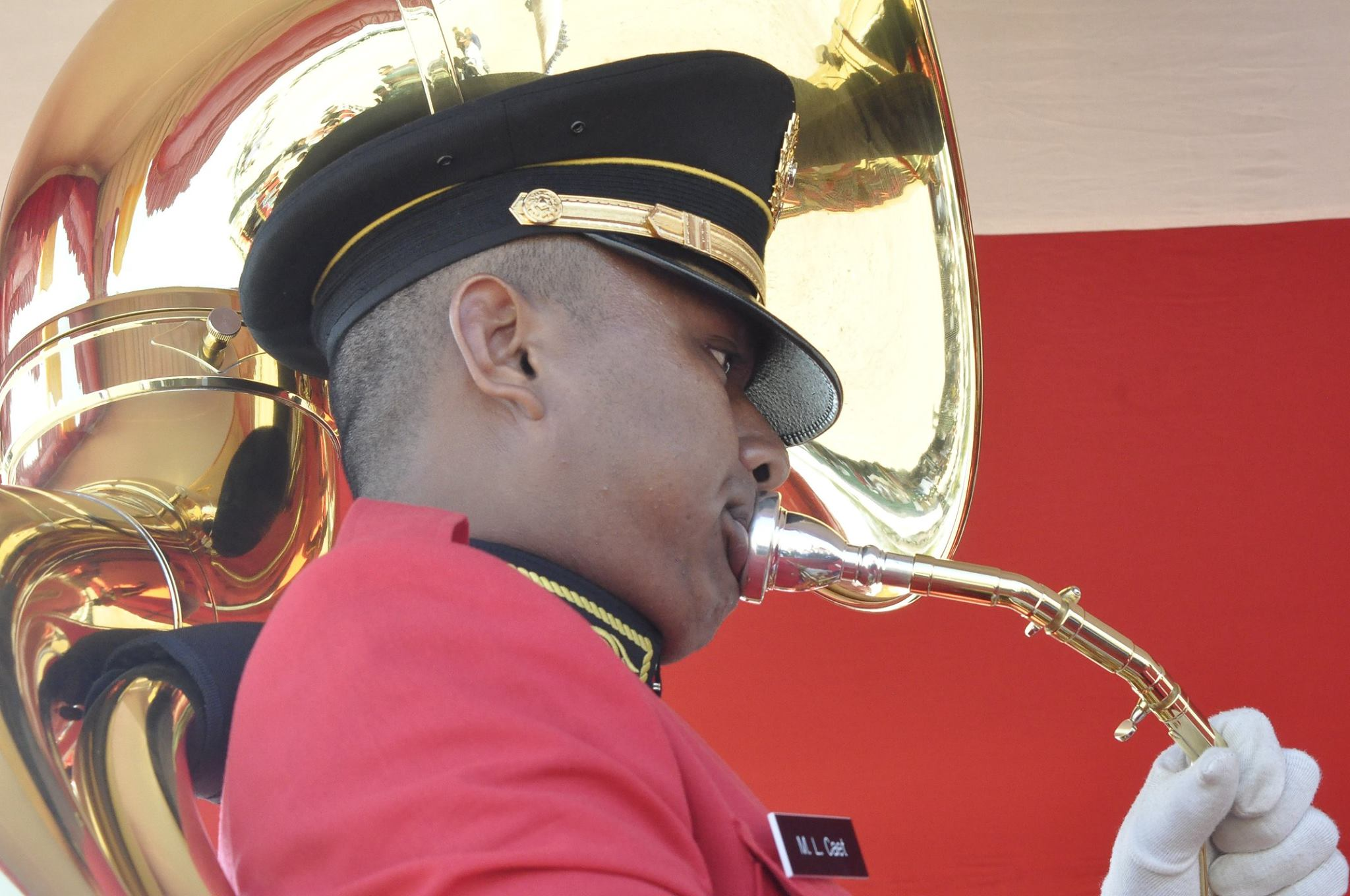
Militärmusik bei den Feierlichkeiten zum Unabhängigkeitstag Osttimors (2015)

Über die Kolonialreiche Englands und Frankreichs haben sich diese beiden Stile über einen großen Teil der Welt verbreitet und bilden in den betreffenden Staaten – wenngleich mittlerweile unabhängig – noch immer die Grundlage der musikalischen Tradition. So gründet sich die Militärmusik der USA bis heute auf den Traditionen der Briten (die Musikkorps kennen noch heute den abgesetzten langsamen Paradeschritt der britischen Regimenter). Während des Amerikanischen Bürgerkriegs hatte fast jedes Regiment beider Armeen und der Miliz eine eigene Kapelle. Zu den bedeutenden Komponisten und Dirigenten jener Zeit gehörten etwa Claudio S. Grafulla und Harvey B. Dodworth. John Philip Sousa, der US-„Marschkönig“ portugiesisch-bayrischer Abstammung, ließ um 1900 die Militärmusik der USA einen eigenen Stil finden; seine einzigartigen Werke bilden bis heute das Grundgerüst der dortigen Musik.
Im Portugiesischen Kolonialreich war die portugiesische Marinekapelle als kultureller Botschafter der Kolonialmacht Portugals aktiv. Die ersten Aufzeichnungen über Musiker bei der Marine gehen bis auf die Tagebücher von Vasco da Gama zurück. Seit 1740 ist eine feste Musikeinheit bei der portugiesischen Marine dokumentiert, die stilistisch seither eine Tendenz zu britischen Einflüssen aufweist.

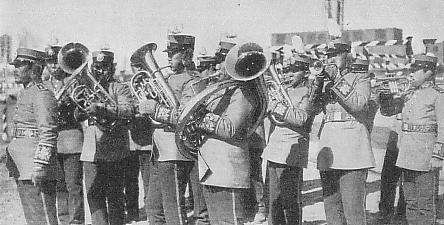
Militärkapelle der Mandschurischen Armee (1934)

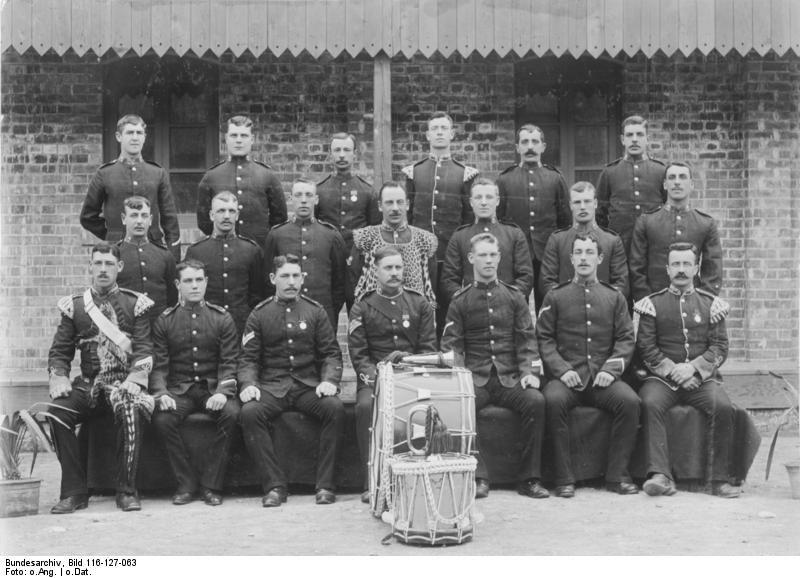
Deutsche Militärkapelle in Tsingtau, China (1897–1914)

Das Orchester des III. Seebataillons in Kiautschou war so erfolgreich, dass es sich zu einem kulturellen Aushängeschild Deutschlands in China entwickelte. Einen eigenen militärmusikalischen Kulturraum bilden die asiatischen Staaten, die nicht durch Kolonialmächte beeinflusst wurden. Hier haben sich asiatische Klänge und der Marschrhythmus zu verhältnismäßig einfachen, aber durchaus aussagekräftigen Werken vereinigt.
In Südamerika entwickelte sich im Laufe der Jahre eine starke Tendenz zur Übernahme europäischer Märsche, insbesondere aus dem deutschen Kulturraum. So gehören beispielsweise der Radetzkymarsch oder Preußens Gloria zu den bei Paraden oft gehörten Stücken. Daneben existiert aber auch ein Spektrum eigener Werke, von landestypischen und kolonialspanischen bzw. -portugiesischen Harmonien beeinflusst.
In Afrika hat sich neben dem oben erwähnten „Kolonialeffekt“ oft eine bedeutsame Anlehnung an einheimische Musiktraditionen entwickelt. So verwenden z. B. nordafrikanische Musikkorps Besetzungen mit Blasinstrumenten (Mizmars), die dem arabisch-türkischen Kulturraum entstammen, auf dem ihre Kultur fußt. Auch traditionelle afrikanische Musik findet zunehmend Eingang in die Militärmusik, die so lebendig erhalten wird. In Schwarzafrika sind die A-cappella-Marschlieder der afrikanischen Bataillone bekannt und beliebt, die aus dem jeweiligen Volksliedgut gebildet wurden.
Zur besonderen Geschichte der arabisch-türkischen Militärmusik siehe Mehter und Janitscharenmusik.

## Militärmusik in Deutschland

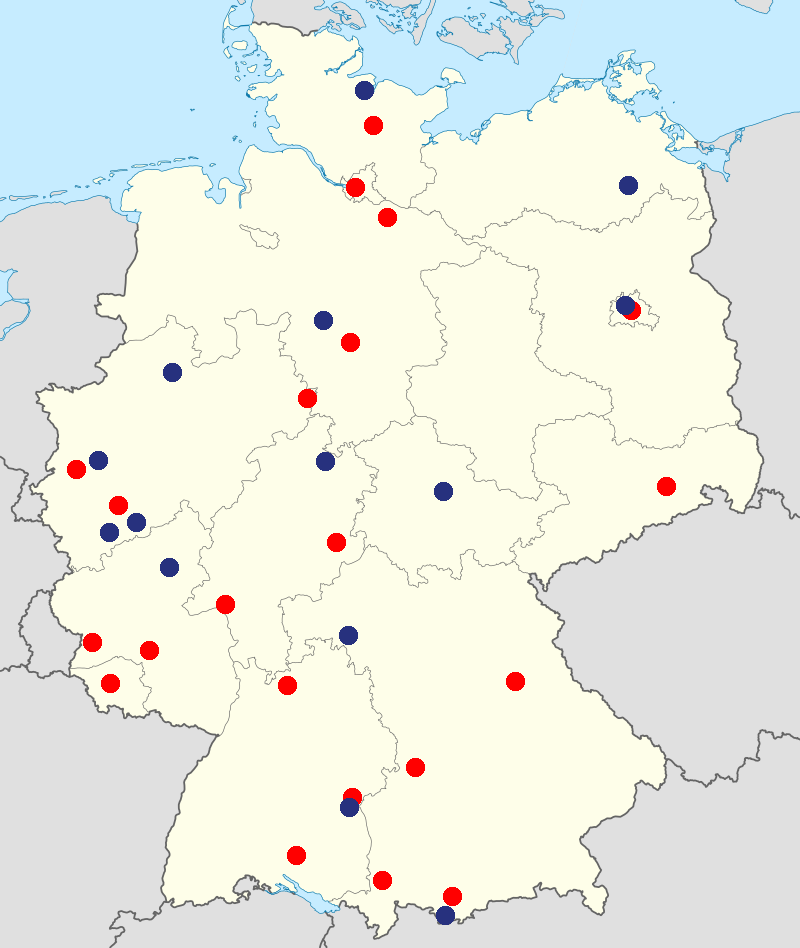
Militärmusik in Deutschland: Musikzüge der Bundeswehr (blau), Reservistenmusikzüge (rot)

Als grundlegendes Werk zur Auflistung aller deutschen Militärmärsche dient die (preußische) Armeemarschsammlung, die später durch die Heeresmusiksammlung ergänzt bzw. erweitert worden ist.
In der Bundeswehr gibt es 15 Musikkorps. Davon sind fünf „Musikkorps mit besonderem Aufgabenschwerpunkt“:
- Stabsmusikkorps der Bundeswehr – Berlin (Protokollarischer Dienst)
- Musikkorps der Bundeswehr – Siegburg (Pflege der Sinfonischen Blasmusik)
- Big Band der Bundeswehr – Euskirchen (Klassisches Big-Band- und Show-Orchester)
- Ausbildungsmusikkorps der Bundeswehr – Hilden (Ausbildung des Offiziers- und Feldwebelnachwuchses)
- Gebirgsmusikkorps der Bundeswehr – Garmisch-Partenkirchen (Alphorngruppe)

Musikalisch begabte freiwillig Wehrdienstleistende können für die Dauer ihres Grundwehrdienstes zu einem Musikkorps zugelassen werden. Dazu spielen sie vor Beginn der Wehrdienstzeit bei einem Musikkorps ihrer Wahl vor. Sie können ihren Dienst als Soldat auf Zeit oder als freiwillig Längerdienende verlängern.
Unteroffiziere werden als Orchestermusiker mit einer Verpflichtungszeit von mindestens vier Jahren eingesetzt. Diese Laufbahn läuft allerdings aufgrund der Umstrukturierung im Musikdienst der Bundeswehr aus, da in den Musikkorps keine Planstellen mehr zur Verfügung stehen. Feldwebel erhalten bei einer Verpflichtungszeit von mindestens zwölf Jahren die Möglichkeit, ein Vordiplom an der Robert-Schumann-Hochschule für Musik in Düsseldorf zu erwerben. Offiziere sind ausgebildete Diplom-Kapellmeister und müssen sich für mindestens 15 Jahre verpflichten. Sie sind Chefs der Musikkorps, Einheitsführer und Disziplinarvorgesetzte der ihnen unterstellten Soldaten.
Unteroffiziere, Feldwebel und Offiziere werden für alle Teilstreitkräfte übergreifend beim Ausbildungsmusikkorps der Bundeswehr in Hilden ausgebildet. Seit 1991 stehen alle Laufbahnen auch Frauen offen, und der Anteil der weiblichen Militärmusiker steigt bis heute beständig an. Aufgrund der sehr guten Ausbildung der Musiker haben die deutschen Musikkorps ein sehr hohes Niveau. Die Militärmusik Deutschlands genießt auch international einen hervorragenden Ruf.
Zudem gibt es aktuell 21 Reservistenmusikzüge, die aus ehemaligen Militärmusikern bestehen, und dem Reservistenverband unterstehen.

### Wichtige Werke der deutschen Militärmusik und ihre Komponisten
- Der Große Zapfenstreich – zusammengestellt von Wilhelm Wieprecht
- Preußens Gloria (Armeemarsch II, 240; Heeresmarsch II, 98) – Gottfried Piefke
- Yorckscher Marsch (Armeemarsch II, 37; Heeresmarsch II, 5) – Ludwig van Beethoven
- Königgrätzer Marsch (Armeemarsch II, 195) – Gottfried Piefke
- Präsentiermarsch (Armeemarsch I, 1a; Armeemarsch III, 1a) – König Friedrich Wilhelm III. von Preußen
- Hohenfriedberger Marsch (Armeemarsch I, 1c; Armeemarsch III, 1b) – bearbeitet von König Friedrich II. von Preußen (unbestätigt)
- Alte Kameraden (Heeresmarsch II, 150) – Carl Teike

Eine ausführlichere Aufzählung von Werken der deutschen Militärmusik findet sich in der Liste deutscher Militärmärsche.
Besonders verdient um die Bewahrung der deutschen Militärmusik hat sich die Deutsche Gesellschaft für Militärmusik e. V. Sie hat sich die Bewahrung von Militärmusik als lebendiges musikalisches und kulturgeschichtliches Phänomen zur Aufgabe gemacht. So verfügt sie über zwei reichhaltige Archive (in Neustadt an der Aisch sowie in Ingolstadt) mit Noten, Tonträgern und Textdokumenten. Daneben wird in Bergisch Gladbach ein umfangreiches Bildarchiv geführt. Darüber hinaus lässt sie auch alte unbekannte Militärmärsche neu arrangieren und von Musikkorps einspielen. In jedem Quartal erscheint die Mitgliederzeitschrift Mit klingendem Spiel, in der die neusten Erkenntnisse und Ereignisse rund um die Militärmusik vorgestellt werden.

### Militärmusikfestivals in Deutschland
Mittlerweile bereits traditionell finden in Deutschland jährlich drei große internationale Militärmusikfestivals statt, an denen neben Musikkorps der Bundeswehr eine große Zahl von ausländischen Militärmusikern teilnehmen. Zum Programm dieser Festivals gehört nach den Einzelauftritten der Korps vor allem ein Finale mit den vereinigten Kapellen aller Teilnehmer, wobei Spielstärken von bis zu 800 Musikern erreicht werden. Diese Festivals sind:
- Internationales Berliner Militärmusikfest (immer am 1. Wochenende im November)
- Musikschau der Nationen in Bremen (Ende Januar), bis 2017
- Militärmusikfestival in Köln

Des Weiteren findet jährlich das Internationale Militär-Kammermusik-Festival in Thüringen (Mitte November) sowie alle zwei Jahre ein internationales Militärmusikfestival in Garmisch-Partenkirchen und das NATO-Musikfestival in Kaiserslautern statt.

### Geschichte der Besetzung der Militärmusiken in Deutschland

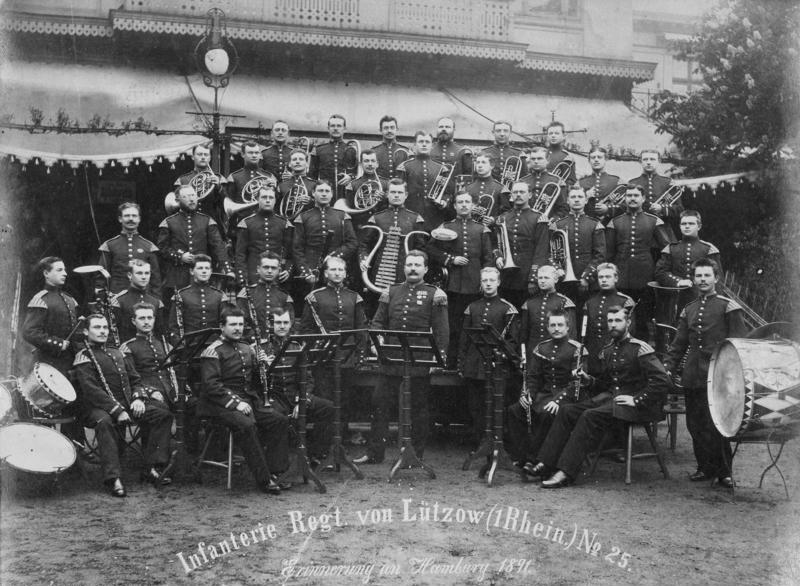
Musikkapelle des Infanterie-Regimentes von Lützow (1891)

Die Grundlagen der heutigen Besetzung der Musikkorps sind preußisch-brandenburgischen Ursprungs: Um 1670 bestand eine etatmäßige Gruppe von Militärmusikern aus drei Schalmeien und einem Fagott, bildete also einen sehr kleinen Klangkörper mit reinen Holzblasinstrumenten. Bis 1815 stieg die Stärke auf rund 15 Mann an, an Instrumenten kamen die damals noch ventillosen Trompeten und Posaunen sowie Klarinetten hinzu. In dieser Zeit, unter der Regierung Friedrich Wilhelms III., der sich um die Neuorganisation der Militärmusik verdient machte, wurde die Musikerzahl sprunghaft auf 26 erhöht.
Neu war jetzt vor allem die Verstärkung der einzelnen Stimmen (so gab es jetzt z. B. sechs statt bisher zwei B-Klarinetten) sowie der Ausbau der Rhythmusbegleitung um große Trommel, Becken und Triangel. Neben der Entwicklung der Ventile für Blechblasinstrumente (um 1830) kam dann an Neuem ab ca. 1860 die Basstuba dazu, und die Triangel wurde ab dieser Zeit durch das melodischere Glockenspiel ersetzt. Bis zum Ausbruch des Zweiten Weltkriegs erreichte die Sollstärke eines Infanteriemusikkorps etatmäßig 37 Mann. (Das Rundfunkblasorchester Leipzig – heute Sächsische Bläserphilharmonie – behielt diese Besetzung stets bei.)
Mit der Gründung der neuen Teilstreitkraft Luftwaffe 1935 wurden auch Luftwaffenmusikkorps aufgestellt; diese Entscheidung war nicht unumstritten, da einer derart technisierten und den überlieferten militärischen Traditionen nicht verbundene Waffengattung eine eigene Militärmusik nicht ohne Weiteres zugestanden wurde. Der Initiator der Luftwaffenmusik, Hans Felix Husadel, setzte jedoch in seiner Klanggestaltung und durch seine kompositorische Arbeit schnell neue Maßstäbe. Er führte das in Frankreich entwickelte Saxophon in seine Besetzungen ein und verstärkt den eher weich-melodischen Klang der Hörner und Klarinetten.
Nach der Gründung der Bundeswehr 1955 wurde auch der Militärmusikdienst neu geschaffen. Friedrich Deisenroth, Stellvertreter des Musikinspizienten Wilhelm Stephan, verknüpfte Altes mit Neuem, er kombinierte die alte klassische Infanteriebesetzung mit den neuen Klangarten, die Husadel entwickelt hatte. Musikkorps der Bundeswehr, egal welcher Teilstreitkraft zugehörig, sind in ihrer Zusammensetzung heute gleichgestellt. Jedes Musikkorps verfügt über 48 Feldwebel- und zwei Offiziersplanstellen.

### Besetzungsüberblick eines Musikkorps
- Hohes Register:

Piccoloflöte, Querflöte, Es-Klarinette, Klarinette, Oboe, Englisch Horn, Altsaxophon, Trompete, Flügelhorn
- Hochbässe und Tenorregister:

Posaune, Tenorsaxophon, Tenorhorn, Baritonhorn, Altklarinette, Bassklarinette, Fagott, Waldhorn
- Tiefbässe:

Tuba, Baritonsaxophon, Bassklarinette
- Schlag- und Rhythmusinstrumente:

Schlagzeug, Percussion, Pauke, Große Trommel, Becken, (evtl.) Streichbass / E-Bass, Glockenspiel, Marimbaphon, Lyra (Glockenspiel), Schellenbaum
- … mit folgenden Ausnahmen: 
  - Klarinetten spielen ausschließlich auf dem deutschen System (kein Boehm)
  - Es werden Baritone, keine Euphonien verwendet
  - Bei Marschmusik spielt meist ein Oboist oder Fagottist die Lyra (Glockenspiel)
  - Der Schellenbaum wird nicht mehr als Musikinstrument verwendet. Er hat ausschließlich eine repräsentative Aufgabe.

### Besetzungsunterschiede nach Verwendung
(am Beispiel des Gebirgsmusikkorps der Bundeswehr:)
- Sinfonisches Blasorchester:

3 Flöten, 1 Oboe, 1 Fagott, 7 Klarinetten, 3 Saxophone, 4 Hörner, 2 Flügelhörner, 4 Trompeten, 3 Posaunen, 5 Tenorhörner,
6 Tuben, 4 Schlagzeug/Percussion
- Big Band:

4 Trompeten, 5 Saxophone, 3 Posaunen, 5 Rhythmus/Percussion
- Kammermusik (Holz):

je 1 Flöte, Oboe, Klarinette, Waldhorn, Fagott
- „Stubnmusi“ (bayerische Volksmusik):

1 Gitarre, 1 Kontrabass, 2 Zithern

### Historische Militärmusiker-Dienstgrade in Deutschland

#### Deutsches Kaiserreich

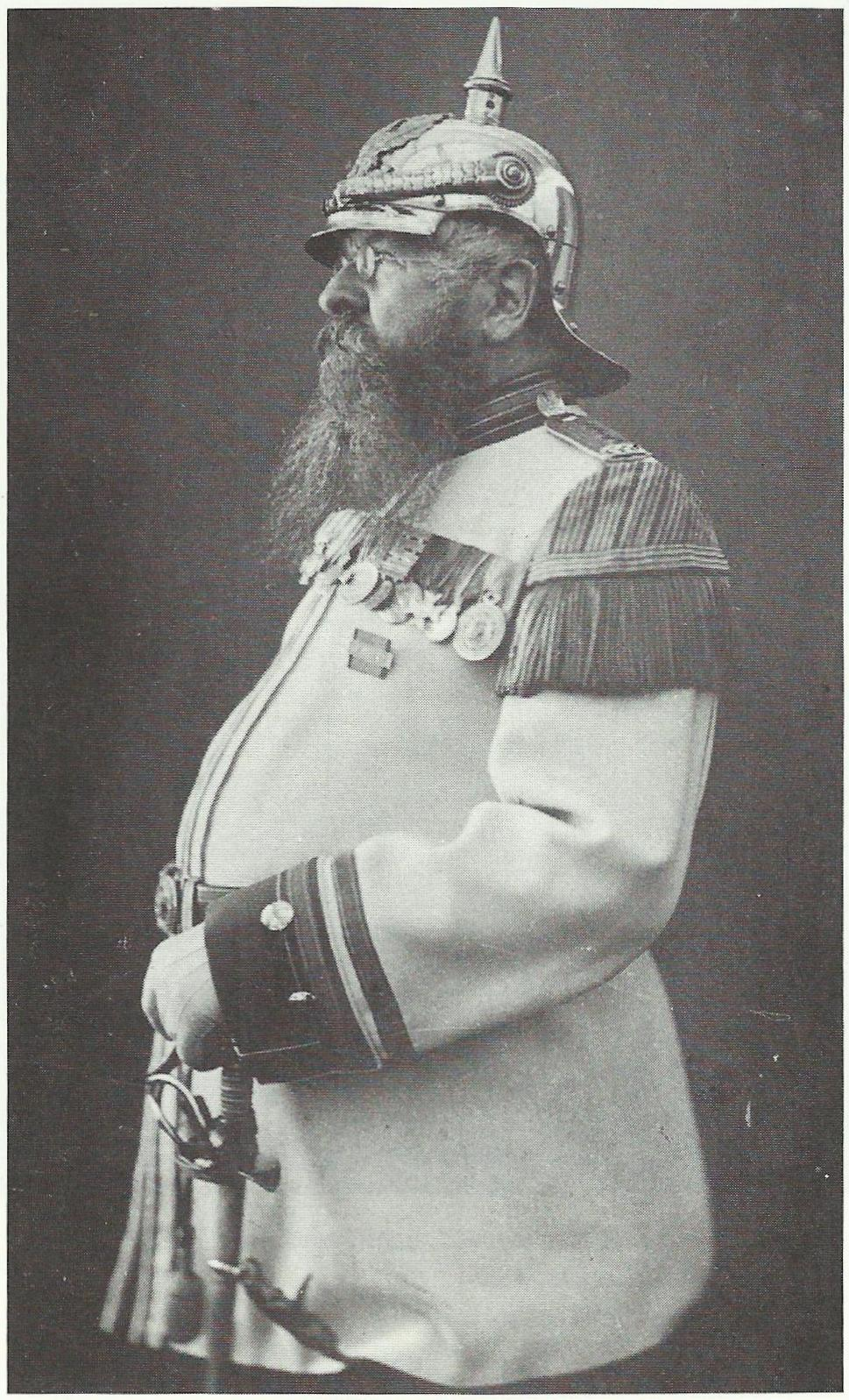
Reinhold Fellenberg, Stabstrompeter des Kürassier-Regiments „Graf Gessler“ (1898–1906/08)

Die Amtsbezeichnungen der Musiker im Heer des deutschen Kaiserreichs folgten dem Vorbild der preußischen Armee. Um das Jahr 1900 lauteten sie dort in absteigender Folge
- Armee-Musikinspizient (Militärbeamter, kein Soldat!)

- Musikdirektor (Titel, kein Dienstgrad!)
- Musikdirigent (etatmäßiger Feldwebel)
- Stabshoboist, Stabstrompeter, Stabshornist (etatmäßiger Feldwebel; Kaiserliche Marine: Vizefeldwebel)
- Hoboist etc. (Unteroffizier, Sergeant)
- Hilfshoboist etc. (Gemeiner, Gefreiter)

Unabhängig von dem tatsächlich gespielten Instrument hießen die Musiker offiziell
- Hoboisten (Infanterie, Marine)
- Trompeter (Kavallerie, Artillerie, Train)
- Waldhornisten (Jäger, Schützen)
- Hornisten (Pioniere)

Die Musiker bzw. Hoboisten etc. rangierten mit den Unteroffizieren oder Sergeanten, die Hilfsmusiker bzw. Hilfshoboisten etc. (mit bis zu dreijähriger Dienstpflicht) hatten Gefreiten- oder Gemeinenrang. Bei den Fußtruppen waren sie in Musikkorps organisiert, bei den berittenen Truppen in Trompeterkorps.
Die Militärkapellmeister bzw. Korpsführer hießen Stabshoboist, Stabstrompeter oder Stabshornist und rangierten bis 1908 mit den etatmäßigen Feldwebeln. Stabshoboisten der Kaiserlichen Marine waren indes ranggleich mit den Vizefeldwebeln. Ihre Stellvertreter, die Korpsführer, konnten nach neun, Oberhoboisten (= Obermaate) ohne Leitungsfunktion indes erst nach 18 Dienstjahren zu überzähligen Vizefeldwebeln ernannt werden.
Stabshoboisten etc. war nach 5 Jahren im Dienstgrad und 18 bis 20 Jahren Gesamtdienstzeit die Beförderung zum Militär-Musikdirigenten (ebenfalls Feldwebel) möglich. Eine spezielle Auszeichnung war der Titel (!)  kgl. Musikdirektor für bewährte Musikdirigenten; verleihungsberechtigt waren die Kultusministerien(!) Preußens, Bayerns, Sachsens und Württembergs.
Von den Musikern, die zum Regimentsstab zählten, waren die zu den Kompanien gehörenden Spielleute (Tamboure und Hornisten bzw. Querpfeifer) der Fußtruppen und Matrosenabteilungen zu unterscheiden. Je zwei bis vier von ihnen waren für den Kompanie-Signaldienst zuständig; auf dem Marsch zogen sie mit klingendem Spiel der Regimentsmusik und der nachfolgenden Truppe voran. In der Kavallerie übernahmen die vorgenannten Trompeter (die stets als Musiker rangierten) diesen Dienst. Den Spielleuten standen die Bataillonstamboure (Unteroffiziere, Sergeanten) und der Regimentstambour (Vizefeldwebel = Bataillonstambour des 1. Regimentbataillons) vor; die entsprechenden Amtsbezeichnungen in der Marine hießen Abteilungstambour (Maat) und Divisionstambour (Obermaat).

Gustav Sabac el Cher, Obermusikmeister des Grenadier-Regiments „Kronprinz“ Nr. 1 (1908)

1908 wurden die Militärkapellmeister in eine eigene Rangklasse zwischen den Portepee-Unteroffizieren und den Offizieren eingereiht. Die Benennung der Stabshoboisten etc. sowie die der Musikleiter bei den Unteroffiziersschulen änderte sich nun in Musikmeister, allein die berittenen Truppen führten die Bezeichnung Stabstrompeter weiter. Der Militär-Musikdirigent wurde zum Obermusikmeister. In der Marine rangierten die Musikmeister bis 1936 hinter den Deckoffizieren, ohne ihnen unterstellt zu sein.
Die Aufsicht über das Musikwesens aller deutschen Heereskontingente und auch der Marine lag bei dem Armee-Musik-Inspizienten. 1887 durch Reichstagsbeschluss (!) im Preußischen Kriegsministerium als Berater etaisiert, war er außerdem Lehrer für Militärmusik an der Akademischen Hochschule für Musik in Charlottenburg. 1906 wandelte sich die Postenbezeichnung in Erster Armee-Musikinspizient; ihm unterstellt war der 1904 eingeführte Zweite Armee-Musikinspizient, als weiterer Lehrer für Militärmusik. Die Musikinspizienten waren keine Soldaten, sondern mittlere Militärbeamte im Rang eines Hauptmanns bzw. Oberleutnants. Nach Erlangung des Professorentitels stand der Erste Armee-Musikinspizient einem Rechnungsrat (Hauptmann 1. Klasse) gleich.
1908 lauteten die preußischen Musiker-Dienstgrade absteigend
- Erster Armee-Musikinspizient mit dem Titel „Professor“ (mittlerer Militärbeamter, Rechnungsrat bzw. Hauptmann 1. Klasse gleichgestellt)
- Erster Armee-Musikinspizient (Hauptmann gleichgestellt)
- Zweiter Armee-Musikinspizient (Oberleutnant gleichgestellt)

- Obermusikmeister mit dem Titel eines kgl.Musikdirektors (Offizierstellvertreter)
- Obermusikmeister (Offizierstellvertreter)
- Musikmeister (Vizefeldwebel, etatmäßiger Feldwebel)
- Hoboist etc. (Unteroffizier, Sergeant)
- Hilfshoboist etc. (Gemeiner, Gefreiter)

#### Weimarer Republik und Zeit des Nationalsozialismus
1919 dem Reichswehrministerium zugeordnet, erhielten Armee-Musikinspizienten mit Professorentitel den einem Major entsprechenden Militärbeamtenstatus. Von 1921 bis 1930 deckte die Amtsbezeichnung Armee-Musikinspizient (etwa 1928 umbenannt in Heeresmusikinspizient) mehrere Dienstgrade ab: Mit weniger als 18 Dienstjahren entsprach sein Rang dem des Oberleutnants, sonst des Hauptmanns, mit mehr als 25 Dienstjahren dem des Majors, dem er 1930 dann prinzipiell gleichgesetzt wurde.
Ende 1920 entfielen die Bezeichnungen Hoboist etc. Von nun an führten die Militärmusiker unterhalb der Ebene der Musikmeister offiziell die Laufbahnbezeichnung „Musiker“ vor ihrem militärischen Dienstgrad, etwa „Musikergefreiter“ bzw. „Trompeterwachtmeister“ (wieder seit 1922) bei den berittenen und bespannten Truppen. In der Reichsmarine hießen die Portepee-Unteroffiziere z. B. „Musik(!)feldwebel“ oder „Musikoberfeldwebel“, die Mannschaften und Unteroffiziere ohne Portepee indes „Hoboistenmaat“, „Hoboistengefreiter“ oder „Oberhoboistengast“ (Obermatrose); erst seit 1938 titelten die unteren Dienstgrade analog zu den Portepee-Unteroffizieren, etwa „Musikmaat“, „Musikgefreiter“, „Musikmatrose“ usw.
1936 wurden in der Wehrmacht die Musikmeister in eine eigene Ranggruppe zwischen den Unteroffizieren und Offizieren zusammengefasst. Gleichzeitig ersetzte der neue Dienstgrad Stabsmusikmeister den immer noch gebräuchlichen Titel Musikdirektor (Obermusikmeister mit dem Titel eines Musikdirektors).
Die Rangklassen waren seit 1936 absteigend
- Heeresmusikinspizient
- Stabsmusikmeister
- Musikmeister (Musikmeister, Obermusikmeister)

- Musiker-Unteroffiziere mit Portepee
- Musiker-Unteroffiziere ohne Portepee
- Musiker-Mannschaften

Die Musikmeister, obwohl Soldaten, waren nun gleichstehend den Militärbeamten mit Offiziersrang (z. B. Zahlmeister). Erst 1938 erhielten die Musikmeister den Status vollwertiger Offiziere. Gleichzeitig wurden die beamteten Musikinspizienten und Obermusikinspizienten (seit 1937) des Heeres in das Soldatenverhältnis überführt. Die Aufsicht über das Musikwesen in Kriegsmarine und Luftwaffe hatten sie bereits 1937/38 an die dort eingerichteten Musikinspizientenposten (zunächst mit Musikmeistern in der Dienststellung) abgetreten. Mit den Musikmeistern formierten die Musikinspizienten nun die Ranggruppe der Musikmeister und Musikinspizienten.
Die Offiziers-Rangklassen waren seit 1938 absteigend
- Musikinspizienten: Musikinspizient (Major), Obermusikinspizient (Oberstleutnant)
- Stabsmusikmeister: Stabsmusikmeister (Hauptmann)
- Musikmeister: Musikmeister (Leutnant), Obermusikmeister (Oberleutnant)

In Abwesenheit des Musikmeisters vertrat ihn ein Musikleiter im Rang eines Stabsfeldwebels oder Oberfeldwebels. Bewährte Musikeroberfeldwebel bzw. -stabsfeldwebel konnten nach dreijährigem Studium selbst zum Musikmeister aufsteigen.

#### Uniformen und Dienstgradabzeichen

##### Heer

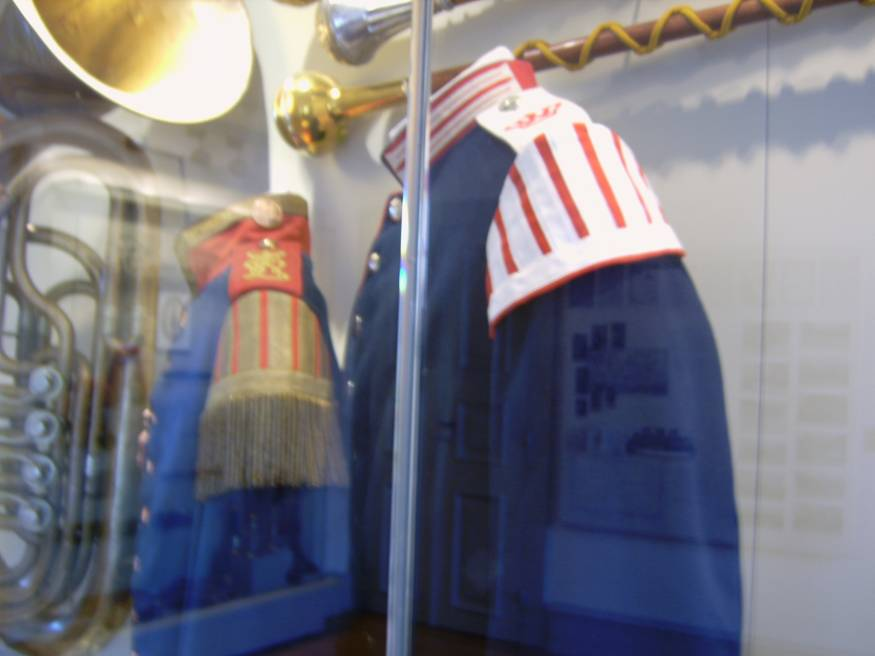
Schwalbennester des deutsch-kaiserlichen Heeres: Stabshoboist (links) und Spielmann (Hoboisten etc. ähnlich, statt weißer Borte aber Metalltresse) (vor 1898)

Typische Erkennungszeichen waren die mit Wollborten (Spielleute) oder Metalltressen (Musiker) besetzten, teils auch mit Fransen geschmückten Schwalbennester; je nach Epoche kennzeichneten sie Truppengattung und Dienststellung des Trägers.
Um die militärischen Bedeutung der Kapellenchefs hervorzuheben, erhielten die preußischen Stabshoboisten etc. 1817 das Portepee, wirkliche Musikmeister 1828 den Offiziersdegen. Von 1889 bis 1908 kamen für Stabshoboisten, Stabstrompeter etc. doppelte Quertressen oberhalb der Ärmelaufschläge hinzu, wie sie im selben Jahr für die etatsmäßigen Feldwebel eingeführt worden waren.

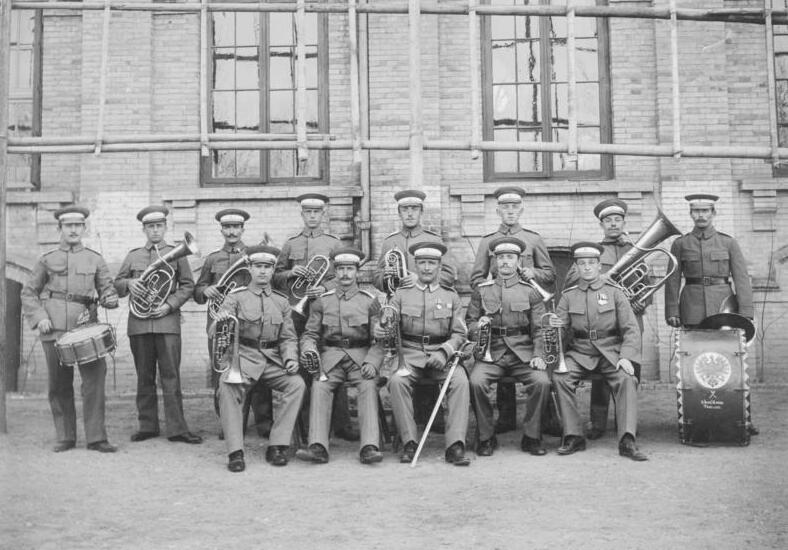
Deutsches Militärorchester der 4. berittenen Kompanie in Tientsin, China. In der Mitte, sitzend, der Stabstrompeter, erkennbar an Säbel und Feldwebel-Ärmeltressen (1898)

Ab 1898 gehörten zur Uniform neben den Feldwebeltressen und -Knöpfen auch Schulterstücke aus einer versteiften Tuchunterlage mit aufgelegtem Geflecht aus dreifacher Wollschnur; die Farbe richtete sich nach den Schulterklappen der Truppe, bei den Kürassieren nach den Kragenpatten, bei den Ulanen nach den Epaulettenfeldern und bei den Husaren dem Schnurbesatz. Bei Musikdirigenten war die Mittelschnur in Knopffarbe, Musikdirektoren kennzeichnete zusätzlich eine metallfarbene Kantschnur entlang der Ränder der Tuchunterlage. Auf den Schulterstücken Regimentsabzeichen (Nummer, Namenszug) aus Metall wie bei den Offizieren. Das offiziersmäßige Erscheinungsbild rundete die neu eingeführte Leibbinde ab. Sie war aus mit Tresse eingefasstem Abzeichentuch gefertigt, dazu rundes Metallschloss mit aufgelegter Lyra.
Nach der Umbenennung der Stabshoboisten in Musikmeister 1908 entfielen die bisher getragenen Feldwebelabzeichen, stattdessen wurde die Uniform weiter an die der Offiziere angeglichen. Untergeschnallte Seitenwaffe, Kopfbedeckung, Überrock und Paletot wie die Offiziere, an Waffenrock und Koller aber weiterhin Schwalbennester (jetzt mit unten spitz zulaufender „Musikmeistertresse“ statt der Unteroffizierstresse, Ersatz der waagerecht laufenden Tresse durch eine doppelte Plattschnur in Farbe der Bouillons) und u. U. Kragenlitzen der Mannschaften.
Achselklappen aus Abzeichentuch nach Art der Offizierstellvertreter ersetzten die geflochtenen Schulterstücke: Die Knopflochenden der Achselklappen nicht spitz (wie bei den Mannschaften), sondern trapezförmig; seitlich und oben Musikmeistertresse (identisch mit den Passanten der Offiziersepauletten). Auf dem Abzeichentuch eine mit gekreuzten Schwerten unterlegte Lyra in Knopffarbe, darüber das Regimentsabzeichen. Obermusikmeister zusätzlich eine vergoldete Plattschnur entlang des inneren Tressenrands. Die zusätzliche Metallschnur der kgl. Musikdirektoren entfiel, diese waren äußerlich nicht mehr von den Obermusikmeistern zu unterscheiden. Eine Besonderheit bildeten die Schulterstücke der Husarenmusikmeister, deren tresseneingefassten Felder eine um das Knopfloch geführte Metall-Plattschnur ausfüllte.

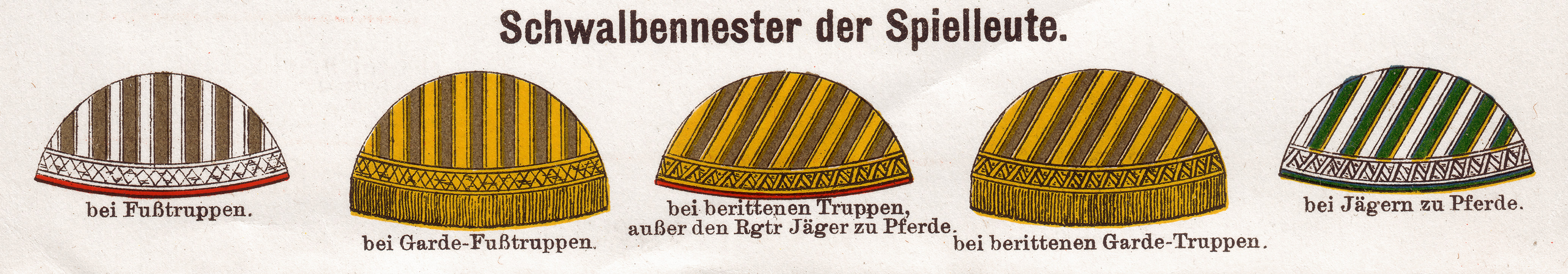
Schwalbennest der Spielleute (1910)

Mitte 1912 erfolgte eine erneute Abänderung der Schulterstücke: Das von zwei Randschnüren eingefasste dreifache Schnurgeflecht glich dem ersten Muster von 1898, war aber für fast alle Truppengattungen von einheitlich hochroter (ponceaurot) Farbe. Einigen wenigen Regimentern Infanterie und Kavallerie waren Schulterstücke in abweichenden Rottönen gestattet. Eine weitere Ausnahme waren die grünen Schulterstücke der Jäger. Obermusikmeister kennzeichnete eine Mittelschnur Knopffarbe, kgl. Musikdirektoren zusätzlich entsprechend eine goldene oder silberne Kantschnur. Die Lyra war unter dem Regimentsabzeichen zu befestigen.
Die Armee-Musik-Inspizienten legten die Uniform der mittleren Beamten des Preußischen Kriegsministeriums an, dazu karmesinrote schwedische Ärmelaufschläge mit goldenen Lyren (statt Kapellenlitzen) sowie karmesinroter Kragen, den fünf goldgestickte „Notenlinien“ in voller Länge umliefen. Zur Dienstuniform anfangs Schulterstücke ähnlich jenen der Generale, nämlich aus dreifachen Flechtschnur (goldene Mittelschnur, rote Randschnüre). Zur Gala fransenlose Epauletten mit aufgelegter goldener, von einem Adler überhöhter Lyra und zwei Goldrosetten.
Vermutlich mit Einführung des Zweiten Armee-Musikinspizienten 1906 (spätestens aber mit der Feldgrauen Uniform M 1907) änderten sich die Gradabzeichen der Dienstuniform. Zu tragen waren nun Schulterstücke ähnlich jenen der Subaltern-Offizieren: vier nebeneinander liegende silberne, blau durchzogene Plattschnüre, äußere und innere Plattschnüre trennte ein schmaler roter Einzug. Dazu aufgelegte, von einem Adler überhöhter goldfarbene Lyra und zwei bzw. einer Goldrosette(n). Den Ersten Armee-Musikinspizienten mit dem Titel „Professor“ zeichneten zur Dienstuniform Schulterstücke besonderer Machart aus, wie sie – abgesehen von laufbahntypischen Abweichungen – den Rechnungsräten zukamen. Das Abzeichen bestand aus fünf Plattschnüren, die drei mittleren als Flechtschnur (blaue Mittelschnur, silberne Randschnüre), die beiden Randschnüre als Einfassung. Flecht- und Randschnüre trennte eine karmesinrote Seidenschnur.
Mittig aufgelegt eine vergoldete Lyra (die sich vergrößert auf den karminroten Ärmelaufschlägen wiederfand), diese oben und unten eingefasst von zwei Goldrosetten. Zur Gala fransenlose Epauletten, mit aufgelegter Lyra und zwei Goldrosetten. Mit dem Wegfall des bunten Rocks durch die Einführung der feldgrauen Friedensuniform in Preußen im September 1915 legten die Armee-Musikinspizienten karmesinrote Kragenspiegel an, wobei sich die verkleinerte „Notenlinie“-Stickerei den Kapellenlitzen der Offiziere und mittleren Militärbeamten anglich.
In der Reichswehr entfielen für die Musikmeister die Schwalbennester und die Leibbinde, die nun der braunlederne Leibriemen der Offiziere ersetzte. Die bisherigen Schulterstücke wurden leicht abgeändert: auf einer Tuchunterlage in Farbe der Truppengattung ein hochrotes Wollschnurgeflecht mit aufgelegter goldener Regimentsnummer. Musikmeister trugen einen, Obermusikmeister zwei vergoldete Rangsterne, Musikdirektoren außerdem eine mattsilberne Kantschnureinfassung. Seit 1928 metallgestickte Kapellenlitzen und silberne Mützenkordel wie die Offiziere. Der Armee-Musikinspizient (seit 1928 Heeres-Musikinspizient) führte die seiner Dienstalterstufe (Oberleutnant, Hauptmann, Major, seit 1930 immer Major) entsprechenden Beamten-Schulterstücke mit hochroten Durchzügen und einer aufgelegten vergoldeten Lyra.
Nach Herauslösung der Musikmeister aus dem Unteroffizierkorps 1936 blieb es bei den bisherigen Schulterstücken, jedoch für Musikmeister nun ohne Stern, für Obermusikmeister mit einem und für Stabsmusikmeister mit zwei vergoldeten Rangsternen. Die Kantschnureinfassung der Musikdirektoren entfiel.
1938 erhielten die Musikoffiziere aller Waffengattungen silberne Schulterstücke mit hochroten Durchzügen (Marine: blau) und vergoldeter Lyra oberhalb der Regimentsnummer; die Ausführung ähnelte nun weitestgehend den Abzeichen der übrigen Offiziere. Im selben Jahr wurde in Heer und Luftwaffe (Kriegsmarine: 1939) den Musikmeistern die Feldbinde der Offiziere (Luftwaffe: Leibgurt, Kriegsmarine: Schärpe) aus gerippter Aluminiumtresse gewährt; im Heer unterschied sich diese durch zwei eingewebte hochrote Mittelstreifen von der regulären Offiziersversion.

##### Marine
Matrosen legten nur zur feldgrauen Landuniform Schwalbennester an. In der Kaiserlichen Marine trugen Spielleute zum Kieler Anzug zwei unten offene, spitzwinklige Borten – von gelber Farbe zum blauen Matrosenhemd (ebenso: Jacke) oder blauer Farbe zum weißen Matrosenhemd; bei Hoboisten waren die Winkel zur blauen Uniform goldfarben, der obere in Schlaufenform. Das Abzeichen wurde am linken Unterärmel des Kieler Hemds aufgenäht. Darüber trugen die Abteilungs- bzw. Divisionstamboure der Spielleute am Oberärmel die Dienstgradabzeichen der Maate bzw. Obermaate der Bootsmannlaufbahn (unklarer goldener Anker, Divisionstambour mit Kaiserkrone darüber), Hoboisten aber einen klaren goldenen Anker mit aufgelegter Lyra (Oberhoboisten mit Kaiserkrone darüber). Nach 1918 entfielen in der Marine die Abzeichen der Kaiserzeit. Hoboisten waren nun an einem Tuchfleck aus Grundtuch mit eingewebter roter Lyra zu erkennen, Spielleute an dem Abzeichen „Sonderausbildung Spielmann“ (zwei unten offene rote Winkel, der obere mit Schlaufenspitze) und zusätzlich am Laufbahnabzeichen (Bootsmann oder Marineartillerie). Die Abzeichen waren am linken Oberärmel festgenäht.
Die Uniform der Stabshoboisten folgte dem Beispiel der Marine-Feldwebel, dazu die goldenen Ärmeltreseen der Hoboisten, jedoch keine Schulterstücke wie bei den Stabshoboisten des Landheeres. Musikdirigenten trugen die Uniform der Deckoffiziere, ohne die Abzeichen der Hoboisten, vermutlich aber mit einer Lyra auf der Achselklappe. Von 1908 bis 1912 Schulterstücke ähnlich den Musikmeistern des Landheeres: Achselklappen aus dunkelblauem Grundtuch. Oben und seitlich „Musikmeistertresse“ aus an den Rändern schwarz, in der Mitte rot durchzogener Silbertresse. Obermusikmeister entlang des inneren Tressenrands eine 4 mm breite goldene Plattschnur. Auf den Schulterstücken außerdem eine aufgelegte vergoldete Lyra als Dienstzweigzeichen. Die weiße Leibbinde war an den Rändern mit Musikmeistertresse eingefasst, das vergoldete Koppelschloss schmückte ein aufgelegtes „W“ (aber keine Lyra).
In Reichsmarine und Kriegsmarine Schulterstücke aus dunkelblauer Flechtschnur mit aufgelegter goldener Lyra, Musikdirektoren mit goldener Kantschnur. Zur feldgrauen Uniform hochrotes Schultergeflecht. Für Marine-Musikinspizienten war die feldgraue Uniform nicht vorgeschrieben.
Neben der Offiziersschärpe erhielten 1938 die Marinemusikmeister goldene Ärmelstreifen von besonderer Art: nach oben spitz zulaufend, der obere in einer hochovalen Schlaufe (mit goldener Lyra darin) endend, ein bis drei schmale für die Musikmeisterränge, ein mittelbreiter für Marinemusikinspizienten und Marineobermusikinspizienten. Ab 1941 wurden die horizontalen Ärmelstreifen der Seeoffiziere geführt, mit der Lyra über dem oberen Streifen.

##### Luftwaffe
Die Uniformen der 1935 offiziell aufgestellten Luftwaffe folgten dem Beispiel des Heeres mit einigen Besonderheiten. Auffällig waren die Kragenspiegel in Waffenfarbe, die mit bis zu vier Doppelschwingen aus Aluminiumstickerei zugleich als Dienstgradabzeichen dienten. Die Luftwaffenmusikmeister trugen die Kragenspiegel der Leutnante mit Einfassung aus Aluminiumschnur und gesticktem Eichenlaub, jedoch statt der Doppelschwingen eine aluminiumgestickte Lyra, einheitlich für alle Musikmeister-Dienstgrade. 1938 kamen ein bis drei Doppelschwingen hinzu, darüber eine kleinere Lyra.
Der Luftwaffenmusikinspizient hatte bis 1938 die Kragenspiegel eines Beamten im Stabsoffizierrang: silberner Eichenlaubkranz, darin einen dreigezackter Stern unter einer Lyra. Nach Übertreten in den Soldatenstand statt des Sterns eine Doppelschwinge (Obermusikinspizient: zwei Doppelschwingen). Bis 1939 wurde die schwarze Waffenfarbe des Reichsluftfahrtministeriums geführt, dann die des letzten Truppenteils.
Musikleiter (Portepee-Unteroffiziere als Musikmeister-Stellvertreter) hatten einfache Kragenspiegel mit einer aufgesteckten Lyra aus Aluminium, die sich auch auf den Schulterklappen zwischen den Rangsternen wiederfand.

## Militärmusik in Österreich

### Geschichte

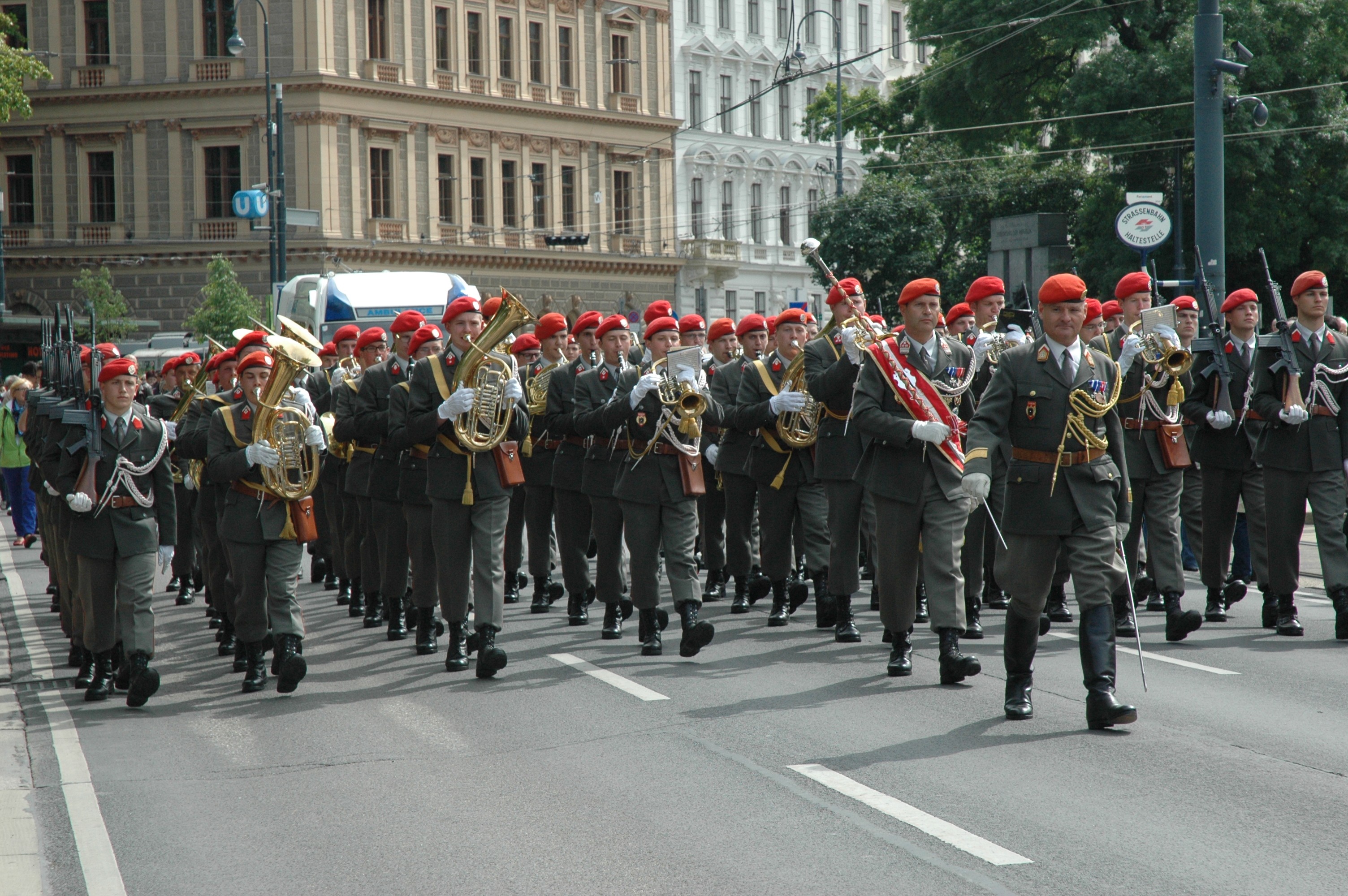
Die Gardemusik Wien beim 34. Österreichischen Blasmusikfest 2013

Die Geschichte der österreichischen Militärmusik geht auf eine Anordnung von Kaiserin Maria Theresia aus dem Jahre 1741 zurück, worin sie verfügte, dass jedes Regiment für Truppenparaden seine eigene Kapelle haben sollte. Diese Kapellen wurden nicht nur für offizielle Anlässe, zum Beispiel bei der Wachablöse, eingesetzt, sondern gaben auch öffentliche Konzerte, die bis heute einen wichtigen Teil des öffentlichen Lebens der Garnisonen bilden. Die Musiker dienten im Gefecht als Sanitäter und hatten einen besonderen Status.
Bekannte Komponisten des 19. Jahrhunderts, wie etwa Alfons Czibulka, Friedrich und Joseph Fahrbach, Julius Fučík, Wilhelm August Jurek, Karl Komzák junior, Franz Lehár oder Carl Michael Ziehrer waren Militärmusiker oder hatten ihre Laufbahn dort begonnen.
Nachdem das Österreichische Hofkonzilium aus Sparsamkeitsgründen angeordnet hatte, dass jeder Regimentsinhaber seine Kapelle selber erhalten müsse, gingen viele Militärkapellen zu Grunde. Nach Ende des Ersten Weltkrieges fand die Militärmusik der k.u.k. Armee im Bundesheer der 1. Republik ihre Fortsetzung und wurde nach dem Anschluss Österreichs an Nazideutschland in die reichsdeutsche Militärmusik integriert.
Erst nach 1955 kam es mit dem Wiedererstehen des österreichischen Bundesheeres zur Einrichtung von Militärmusikkapellen bei 8 Militärkommanden und beim Gardebataillon in Wien („Gardemusik Wien“).
Ab Oktober 2014 wurde aus Kostengründen die Auflassung von fünf österreichischen Militärkapellen diskutiert. Im Dezember 2014 einigte sich die Regierung auf ein Behalten der neun Standorte, allerdings soll das Personal reduziert werden. Statt bisher 47 soll es künftig 20 Musiker pro Bundesland geben. Pro Standort soll es einen Offizier, den Kapellmeister, sechs Unteroffiziere und 13 Grundwehrdiener geben. Die Gardemusik Wien soll die bisherige Stärke von 60 Musikern beibehalten.
Kritisiert wird dabei nicht nur, dass damit große Veranstaltungen nicht mehr bespielt werden können, von Militärs selbst als eingeschränkte Spielfähigkeit bezeichnet, laufen auch die zivilen Blasmusikverbände Sturm, da nicht nur die Anzahl der rekrutierten Musiker, sondern auch die Länge der Spielmöglichkeiten bei den Kapellen wesentlich reduziert wird. Die Verkürzung wird auch von der Volksanwaltschaft auf ihre Sinnhaftigkeit bezüglich Einsparungen untersucht. Eine Verschmelzung mit den Polizeimusiken, welche sicherlich einen Teil zur angestrebten Kostenreduktion beigetragen hätte, wurde nie untersucht, obwohl sich diese Variante, aufgrund der finanziellen Argumente (Beamte) angeboten hätte.
Im Mai 2016 beschloss die österreichische Landeshauptleutekonferenz gemeinsam mit Verteidigungsminister Hans Peter Doskozil einen Stopp der Heeresreform: die Militärmusik soll in jedem Bundesland erhalten bleiben, jede Militärmusik soll aus 43 bis 47 Musikern bestehen. Die Militärmusik soll jedoch nur in Ausnahmefällen bei „artfremden“ Auftritten spielen, die dann auch über die Bundesländer verrechnet werden.

### Bekannte Militärkapellmeister (Auswahl)

#### Kaisertum Österreich (1804–1867)
- Andreas Nemetz (1799–1846)
- Joseph Fahrbach (1804–1883)
- Josef Gung’l (1809–1889)
- Friedrich Fahrbach (1809/1811–1867)
- Philipp Fahrbach der Ältere (1815–1885)
- Josef Wiedemann (1828–1919)
- Anton Ambrož (1839–1886)

#### Österreichisch-Ungarische Monarchie (1867–1918)

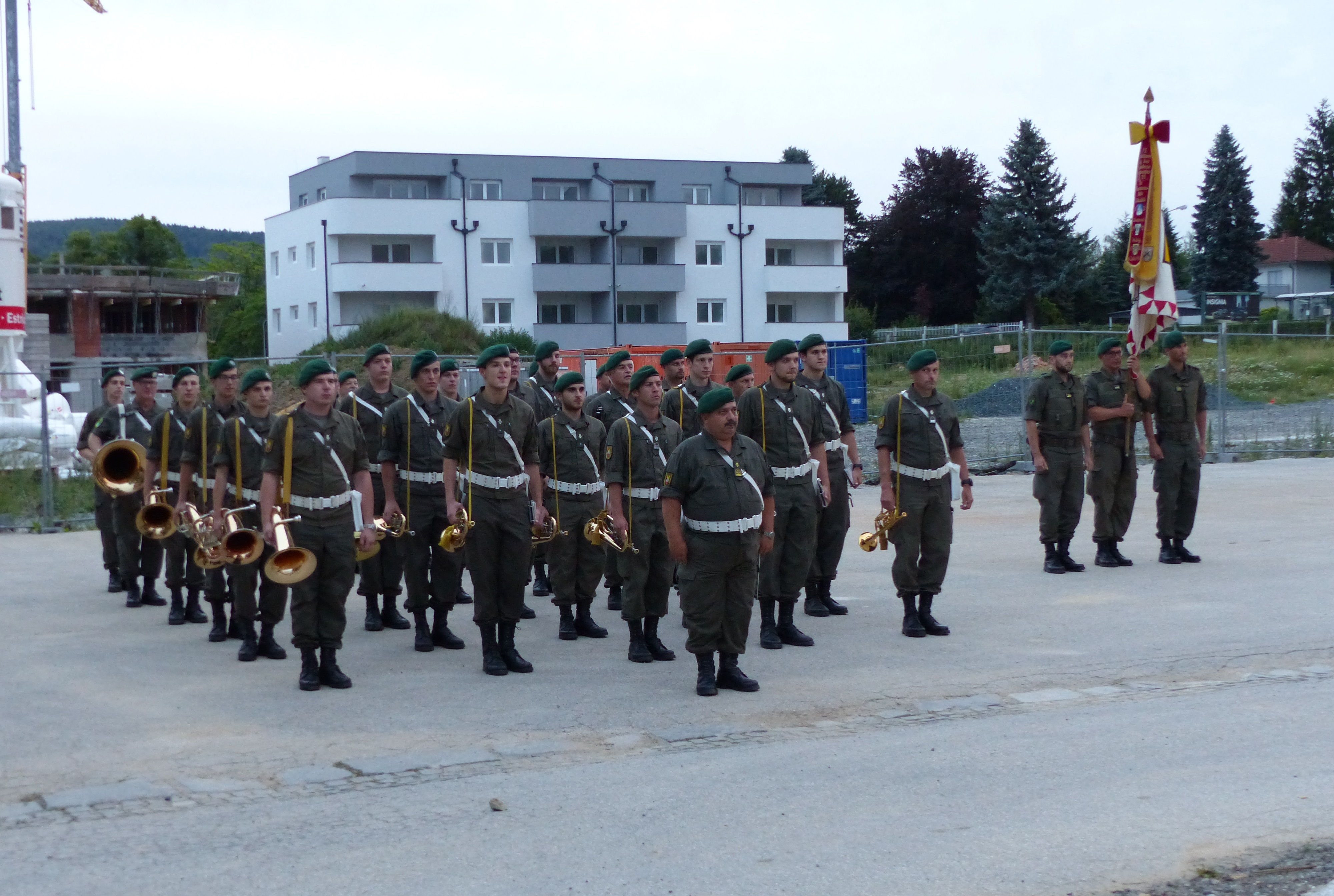
Die Militärmusik Burgenland unter Leitung von Oberst Hans Miertl auf dem Gelände der ehemaligen Turba-Kaserne in Pinkafeld

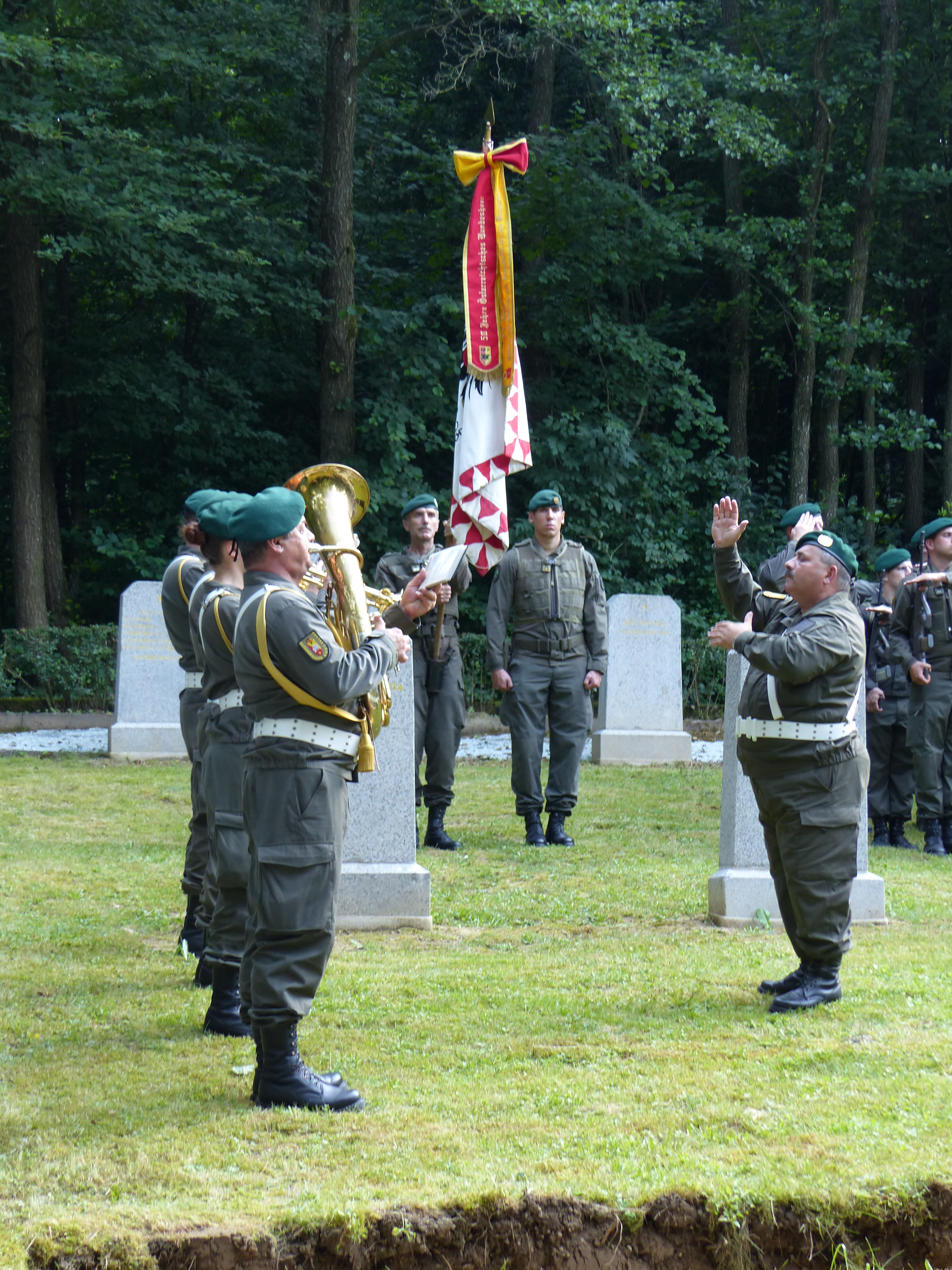
Oberst Hans Miertl dirigiert Der gute Kamerad bei der Beisetzung exhumierter Soldaten der Roten Armee in Oberwart

- Alfons Czibulka (1842–1894)
- Franz Rezek (1847–1912)
- Josef Franz Wagner (1856–1908)
- Dominik Ertl (1857–1911)
- Karl Mühlberger (1857–1944)
- Eduard Wagnes (1863–1936)
- Rudolf Achleitner (1864–1909)
- Jakob Pazeller (1869–1957)
- Wilhelm August Jurek (1870–1934)
- Julius Fučík (1872–1916)
- Hermann Dostal (1874–1930)
- Wilhelm Pawlik (1866–1922)[15]

#### Zweite Republik
- Anton Sollfelner (* 1935)
- Hans Eibl (1936–2019)
- Johann Schadenbauer (* 1937)
- Anton Pistotnig (* 1949)
- Sigismund Seidl (* 1950)
- Bernhard Heher (* 1962)
- Hannes Apfolterer  (* 1965)

### Besetzungsüberblick
Bis zum Jahre 1918 war die um einen Halbton höher liegende „hohe Stimmung“ üblich. Diese geht auf die alten Feld- und Militärmusiken zurück, die vor allem im Freien und in der marschierenden Truppe gehört werden mussten. So waren etwa Es-Trompeten und Ventilposaunen im Einsatz und statt der heute üblichen Baßtuba wurde die Helikontuba verwendet.
Die heutige Besetzung:
- Register 1 (hohes Holz):

1 Solo Flöte in C, 3 Flöten in C/Piccolo', 2 Oboen/Englisch Horn, 1 Klarinette in Es
- Register 2 (tiefes Holz):

1 Solo Klarinette in B, 3 Klarinetten I in B, 2 Klarinetten II in B, 1 Klarinette II in B/Altklarinette in Es, 2 Klarinetten III in B, 1 Klarinette III in B/Bassklarinette in B, 1 Fagott I, 1 Fagott II
- Register 3 (Saxophone):

1 Solo Altsaxophon in Es, 1 Altsaxophon II in Es, 1 Tenorsaxophon I in B, 1 Tenorsaxophon II in B, 1 Baritonsaxophon in Es
- Register 4 (weiches Blech):

1 Solo Flügelhorn in B, 1 Flügelhorn I in B, 1 Flügelhorn I in B/Piston in Es, 2 Flügelhörner II in B
- Register 5 (Baßflügelhorn):

1 Solo Baßflügelhorn in B, 1 Baßflügelhorn I in B, 2 Euphonium in C
- Register 6 (scharfes Blech):

1 Solo Trompete in B, Trompete I in B, 2 Trompeten II in B, 1 Trompete III in B, 1 Trompete IV in B
- Register 7 (Posaunen):

1 Solo Posaune in B,
1 Posaune II in B, 1 Posaune III in B, 1 Baßposaune in F
- Register 8 (Hörner):

1 Solo Horn in F/B, 1 Horn II in F/B, 1 Horn III in F/B, 1 Horn IV in F/B
- Register 9 (Bässe):

1 Solo Baßtuba in F, 1 Baßtuba I in F/Bassgitarre, 1 Baßtuba II in B/Kontrabass, 1 Baßtuba II in B
- Register 10 (Schlagzeug):

1 Große Trommel/kombiniertes Schlagzeug, 1 Kleine Trommel/Pauken, 1 Kleine Trommel/Glockenspiel/Vibraphon/Xylofon, 1 Paar Becken/Röhrenglockenspiel, 1 Paar Becken/Templeblocks/Congas

### Werke
- Großer Österreichischer Zapfenstreich
- Deutschmeister-Regimentsmarsch
- Einzug der Gladiatoren
- Kaiserjägermarsch
- Manövrier-Marsch
- Radetzky-Marsch
- Rainermarsch